# Tauron Liga (2021/2022)
Tauron Liga 2021/2022 – 86. edycja mistrzostw Polski w piłce siatkowej kobiet, po raz 69. przeprowadzana w formule rozgrywek ligowych, a po raz 17. w postaci ligi zawodowej. Organizowana przez Polską Ligę Siatkówki pod egidą Polskiego Związku Piłki Siatkowej (PZPS).

## Drużyny uczestniczące
| \| \| Uczestnicy poprzedniej edycji \| \| \| \| --------------------------------------------------------------------------------------------------------------------------------------------------------------------------------- \| --------------------------------- \| -- \| --- \| \| POL \| Grupa Azoty Chemik Police \| 1 \| LM \| \| RZE \| Developres Bella Dolina Rzeszów \| 2 \| LM \| \| ŁDZ \| ŁKS Commercecon Łódź \| 3 \| CEV \| \| RAD \| E.Leclerc Moya Radomka Radom \| 4 \| \| \| ŁÓD \| Grot Budowlani Łódź \| 5 \| \| \| BIE \| BKS Bostik Bielsko-Biała \| 6 \| \| \| KAL \| Energa MKS Kalisz \| 7 \| \| \| LEG \| IŁ Capital Legionovia Legionowo \| 8 \| \| \| BYD \| Polskie Przetwory Pałac Bydgoszcz \| 9 \| \| \| WRO \| Volleyball Wrocław \| 10 \| \| \| ŚWC \| Joker Świecie \| 11 \| \| \| \| Awans z I ligi \| \| \| \| OPO \| UNI Opole \| 1 \| \| \| Oznaczenia: - kolumna pierwsza – skróty nazw drużyn wpisane na mapie (jeśli ta została zamieszczona), - kolumna trzecia – miejsce zajęte przez daną drużynę w poprzednim sezonie. \| \| \| \| |                                   | POLRZEŁDZRADŁÓDBIEKALLEGBYDWROŚWCOPO Lokalizacja klubów |     |
| | Uczestnicy poprzedniej edycji     |                                                         |     |
| POL | Grupa Azoty Chemik Police         | 1                                                       | LM  |
| RZE | Developres Bella Dolina Rzeszów   | 2                                                       | LM  |
| ŁDZ | ŁKS Commercecon Łódź              | 3                                                       | CEV |
| RAD | E.Leclerc Moya Radomka Radom      | 4                                                       |     |
| ŁÓD | Grot Budowlani Łódź               | 5                                                       |     |
| BIE | BKS Bostik Bielsko-Biała          | 6                                                       |     |
| KAL | Energa MKS Kalisz                 | 7                                                       |     |
| LEG | IŁ Capital Legionovia Legionowo   | 8                                                       |     |
| BYD | Polskie Przetwory Pałac Bydgoszcz | 9                                                       |     |
| WRO | Volleyball Wrocław                | 10                                                      |     |
| ŚWC | Joker Świecie                     | 11                                                      |     |
| | Awans z I ligi                    |                                                         |     |
| OPO | UNI Opole                         | 1                                                       |     |
| Oznaczenia: - kolumna pierwsza – skróty nazw drużyn wpisane na mapie (jeśli ta została zamieszczona), - kolumna trzecia – miejsce zajęte przez daną drużynę w poprzednim sezonie. |                                   |                                                         |     |

## Hale sportowe
| Klub                              | Hala sportowa                                                | Liczba miejsc siedzących |
| --------------------------------- | ------------------------------------------------------------ | ------------------------ |
| BKS Bostik Bielsko-Biała          | Hala Widowiskowo-Sportowa                                    | 3053                     |
| Energa MKS Kalisz                 | Arena Kalisz                                                 | 3164                     |
| Grot Budowlani Łódź               | Łódź Sport Arena im. Józefa Żylińskiego                      | 3000                     |
| Volleyball Wrocław                | Hala „Orbita”                                                | 3000                     |
| Developres Bella Dolina Rzeszów   | Hala Podpromie                                               | 4300                     |
| Polskie Przetwory Pałac Bydgoszcz | Hala Łuczniczka                                              | 6082                     |
| ŁKS Commercecon Łódź              | Łódź Sport Arena im. Józefa Żylińskiego                      | 3000                     |
| Grupa Azoty Chemik Police         | Hala sportowa im. Ignacego Łukasiewicza                      | 1100                     |
| E.Leclerc Moya Radomka Radom      | Hala sportowa MOSiR                                          | 1700                     |
| E.Leclerc Moya Radomka Radom      | HWS RCS (Hala widowiskowo-sportowa Radomskie Centrum Sportu) | 3700                     |
| IŁ Capital Legionovia Legionowo   | Arena Legionowo                                              | 1988                     |
| Joker Świecie                     | Hala Widowiskowo-Sportowa                                    | 1800                     |
| UNI Opole                         | Stegu Arena                                                  | 3500                     |

## Trenerzy
| Klub                              | Pierwszy trener       | Narodowość | Drugi trener             | Narodowość |
| --------------------------------- | --------------------- | ---------- | ------------------------ | ---------- |
| BKS Bostik Bielsko-Biała          | Bartłomiej Piekarczyk | Polska     | Bartosz Sufa             | Polska     |
| IŁ Capital Legionovia Legionowo   | Alessandro Chiappini  | Włochy     | Adrian Chyliński         | Polska     |
| E.Leclerc Moya Radomka Radom      | Błażej Krzyształowicz | Polska     | Daniele Panigalli        | Włochy     |
| Energa MKS Kalisz                 | Adam Czekaj           | Polska     |                          |            |
| Grot Budowlani Łódź               | Maciej Biernat        | Polska     | Krystian Pachliński      | Polska     |
| Grupa Azoty Chemik Police         | Marek Mierzwiński     | Polska     | Radosław Wodziński       | Polska     |
| Joker Świecie                     | Piotr Matela          | Polska     | Miłosz Szwaba            | Polska     |
| Developres Bella Dolina Rzeszów   | Stéphane Antiga       | Francja    | Bartłomiej Dąbrowski     | Polska     |
| ŁKS Commercecon Łódź              | Michał Cichy          | Polska     | Bartłomiej Bartodziejski | Polska     |
| Polskie Przetwory Pałac Bydgoszcz | Mirosław Zawieracz    | Polska     | Jakub Tęcza              | Polska     |
| UNI Opole                         | Nicola Vettori        | Włochy     | Akis Efstathopoulos      | Grecja     |
| Volleyball Wrocław                | Michal Mašek          | Słowacja   | Mateusz Żarczyński       | Polska     |

### Zmiany trenerów
| Klub                              | Były trener               | Narodowość | Data odejścia | Powód                                                                             | Nowy trener               | Narodowość | Data przyjścia                     | Źródło |
| --------------------------------- | ------------------------- | ---------- | ------------- | --------------------------------------------------------------------------------- | ------------------------- | ---------- | ---------------------------------- | ------ |
| Przed sezonem                     |                           |            |               |                                                                                   |                           |            |                                    |        |
| Grot Budowlani Łódź               | Błażej Krzyształowicz     | Polska     | 31.05.2021    | koniec kontraktu                                                                  | Jakub Głuszak             | Polska     | 06.07.2021                         | [ 1 ]  |
| Grupa Azoty Chemik Police         | Ferhat Akbaş              | Turcja     | 27.04.2021    | koniec kontraktu                                                                  | Jacek Nawrocki            | Polska     | 16.09.2021                         | [ 2 ]  |
| Joker Świecie                     | Wojciech Kurczyński       | Polska     | 05.05.2021    | koniec kontraktu                                                                  | Bülent Karslıoğlu         | Turcja     | 19.06.2021                         | [ 3 ]  |
| W trakcie sezonu                  |                           |            |               |                                                                                   |                           |            |                                    |        |
| Volleyball Wrocław                | Dawid Murek               | Polska     | 27.10.2021    | niesatysfakcjonujący poziom gry zespołu oraz brak oczekiwanych wyników sportowych | Mateusz Żarczyński (p.o.) | Polska     | 27.10.2021                         | [ 4 ]  |
| Volleyball Wrocław                | Mateusz Żarczyński (p.o.) | Polska     | — (II trener) | zakończenie okresu przejściowego                                                  | Michal Mašek              | Słowacja   | 12.02.2022                         | [ 5 ]  |
| Energa MKS Kalisz                 | Jacek Pasiński            | Polska     | 15.11.2021    | niesatysfakcjonujący poziom gry zespołu oraz brak oczekiwanych wyników sportowych | Adam Czekaj (II trener)   | Polska     | 15.11.2021 (oficjalnie 24.11.2021) | [ 6 ]  |
| Polskie Przetwory Pałac Bydgoszcz | Piotr Matela              | Polska     | 16.11.2021    | niesatysfakcjonujący poziom gry zespołu oraz brak oczekiwanych wyników sportowych | Jakub Tęcza (II trener)   | Polska     | 16.11.2021                         | [ 7 ]  |
| Polskie Przetwory Pałac Bydgoszcz | Jakub Tęcza (II trener)   | Polska     | 19.11.2021    | zakończenie okresu przejściowego                                                  | Alessandro Lodi           | Włochy     | 19.11.2021                         | [ 8 ]  |
| Polskie Przetwory Pałac Bydgoszcz | Alessandro Lodi           | Włochy     | 16.02.2022    | niesatysfakcjonujący poziom gry zespołu oraz brak oczekiwanych wyników sportowych | Mirosław Zawieracz        | Polska     | 16.02.2022                         | [ 9 ]  |
| Joker Świecie                     | Bülent Karslıoğlu         | Turcja     | 21.11.2021    | niesatysfakcjonujący poziom gry zespołu oraz brak oczekiwanych wyników sportowych | Piotr Matela              | Polska     | 25.11.2021                         | [ 10 ] |
| ŁKS Commercecon Łódź              | Michal Mašek              | Słowacja   | 31.01.2022    | niesatysfakcjonujący poziom gry zespołu oraz brak oczekiwanych wyników sportowych | Michał Cichy              | Polska     | 31.01.2022                         | [ 11 ] |
| Grot Budowlani Łódź               | Jakub Głuszak             | Polska     | 17.02.2022    | rezygnacja                                                                        | Maciej Biernat            | Polska     | 17.02.2022                         | [ 12 ] |
| Grupa Azoty Chemik Police         | Jacek Nawrocki            | Polska     | 28.02.2022    | brak oczekiwanych wyników sportowych                                              | Marek Mierzwiński         | Polska     | 28.02.2022                         | [ 13 ] |
| E.Leclerc Moya Radomka Radom      | Riccardo Marchesi         | Włochy     | 19.03.2022    | brak oczekiwanych wyników sportowych                                              | Błażej Krzyształowicz     | Polska     | 20.03.2022                         | [ 14 ] |

## Rozgrywki

### Faza zasadnicza

#### Tabela wyników
| Gospodarz \ Gość1                 | POL | RZE | ŁDZ | RAD | ŁÓD | BIE | KAL | LEG | BYD | WRO | ŚWC | OPO |
| --------------------------------- | --- | --- | --- | --- | --- | --- | --- | --- | --- | --- | --- | --- |
| Grupa Azoty Chemik Police         | -   | 3:1 | 1:3 | 3:1 | 3:0 | 3:0 | 3:0 | 3:0 | 3:0 | 3:0 | 3:0 | 3:0 |
| Developres Bella Dolina Rzeszów   | 3:2 | -   | 3:2 | 3:1 | 3:0 | 3:2 | 3:0 | 2:3 | 3:1 | 3:0 | 3:1 | 3:1 |
| ŁKS Commercecon Łódź              | 3:1 | 0:3 | -   | 3:1 | 3:2 | 3:0 | 1:3 | 3:1 | 3:0 | 3:0 | 3:1 | 3:1 |
| E.Leclerc Moya Radomka Radom      | 1:3 | 1:3 | 3:0 | -   | 3:0 | 2:3 | 3:0 | 1:3 | 3:0 | 3:0 | 3:0 | 1:3 |
| Grot Budowlani Łódź               | 1:3 | 2:3 | 3:0 | 1:3 | -   | 1:3 | 3:0 | 3:0 | 3:0 | 3:0 | 3:0 | 3:0 |
| BKS Bostik Bielsko-Biała          | 3:2 | 2:3 | 0:3 | 3:2 | 1:3 | -   | 3:1 | 2:3 | 0:3 | 3:2 | 3:0 | 3:1 |
| Energa MKS Kalisz                 | 1:3 | 1:3 | 0:3 | 1:3 | 3:1 | 2:3 | -   | 2:3 | 1:3 | 3:1 | 3:2 | 3:0 |
| IŁ Capital Legionovia Legionowo   | 0:3 | 2:3 | 3:2 | 3:0 | 3:2 | 3:0 | 3:1 | -   | 3:1 | 3:1 | 3:2 | 2:3 |
| Polskie Przetwory Pałac Bydgoszcz | 1:3 | 1:3 | 1:3 | 1:3 | 2:3 | 1:3 | 3:2 | 2:3 | -   | 2:3 | 3:1 | 3:2 |
| Volleyball Wrocław                | 0:3 | 0:3 | 3:1 | 1:3 | 3:2 | 0:3 | 1:3 | 0:3 | 3:1 | -   | 3:0 | 1:3 |
| Joker Świecie                     | 0:3 | 0:3 | 1:3 | 1:3 | 0:3 | 3:1 | 3:2 | 0:3 | 3:1 | 2:3 | -   | 1:3 |
| UNI Opole                         | 0:3 | 0:3 | 1:3 | 3:2 | 1:3 | 3:1 | 2:3 | 2:3 | 3:2 | 3:2 | 3:0 | -   |

Źródło: lsk.pls.pl (pol.)
1 Drużyna gospodarzy jest wymieniona po lewej stronie tabeli.
Kolory:
  zwycięstwo gospodarzy 3:0 lub 3:1
  zwycięstwo gospodarzy 3:2
  zwycięstwo gości 3:0 lub 3:1
  zwycięstwo gości 3:2

#### Terminarz i wyniki
| Data        | Godz. | Gospodarz                         | Rezultat                                | Gość                              | Widzów | MVP                        |
| ----------- | ----- | --------------------------------- | --------------------------------------- | --------------------------------- | ------ | -------------------------- |
| 1. KOLEJKA  |       |                                   |                                         |                                   |        |                            |
| 24.09.2021  | 17:30 | UNI Opole                         | 0:3 (21:25, 13:25, 25:27)               | Grupa Azoty Chemik Police         | 1094   | Agnieszka Kąkolewska       |
| 24.09.2021  | 18:00 | E.Leclerc Moya Radomka Radom      | 3:0 (25:22, 26:24, 27:25)               | Polskie Przetwory Pałac Bydgoszcz | 850    | Katarzyna Zaroślińska-Król |
| 25.09.2021  | 14:45 | IŁ Capital Legionovia Legionowo   | 3:1 (25:20, 22:25, 25:23, 25:18)        | Volleyball Wrocław                | 700    | Olivia Różański            |
| 26.09.2021  | 14:45 | Grot Budowlani Łódź               | 3:0 (25:21, 25:16, 25:23)               | Joker Świecie                     | 1050   | Zuzanna Górecka            |
| 26.09.2021  | 17:00 | Developres Bella Dolina Rzeszów   | 3:2 (25:19, 25:20, 20:25, 23:25, 15:8)  | BKS Bostik Bielsko-Biała          | 2836   | Jelena Blagojević          |
| 27.10.2021  | 17:30 | Energa MKS Kalisz                 | 0:3 (18:25, 21:25, 22:25)               | ŁKS Commercecon Łódź              | 1200   | Roberta Ratzke             |
| 2. KOLEJKA  |       |                                   |                                         |                                   |        |                            |
| 01.10.2021  | 17:30 | Joker Świecie                     | 1:3 (25:20, 16:25, 19:25, 20:25)        | UNI Opole                         | 470    | Kinga Stronias             |
| 02.10.2021  | 16:00 | Polskie Przetwory Pałac Bydgoszcz | 2:3 (23:25, 25:18, 25:22, 18:25, 11:15) | IŁ Capital Legionovia Legionowo   | 500    | Izabela Lemańczyk          |
| 02.10.2021  | 17:00 | Developres Bella Dolina Rzeszów   | 3:0 (25:20, 25:22, 25:21)               | Energa MKS Kalisz                 | 1906   | Katarzyna Wenerska         |
| 02.10.2021  | 17:30 | Grupa Azoty Chemik Police         | 3:0 (25:7, 25:22, 25:18)                | BKS Bostik Bielsko-Biała          | 900    | Marlena Kowalewska         |
| 02.10.2021  | 20:30 | E.Leclerc Moya Radomka Radom      | 3:0 (25:19, 25:22, 26:24)               | ŁKS Commercecon Łódź              | 1000   | Katarzyna Zaroślińska-Król |
| 04.10.2021  | 17:30 | Volleyball Wrocław                | 3:2 (25:18, 26:28, 19:25, 25:23, 18:16) | Grot Budowlani Łódź               | 1199   | Natalia Murek              |
| 3. KOLEJKA  |       |                                   |                                         |                                   |        |                            |
| 08.10.2021  | 18:00 | Developres Bella Dolina Rzeszów   | 3:2 (25:23, 20:25, 25:19, 23:25, 15:11) | ŁKS Commercecon Łódź              | 1577   | Jelena Blagojević          |
| 09.10.2021  | 15:00 | BKS Bostik Bielsko-Biała          | 0:3 (20:25, 23:25, 23:25)               | Polskie Przetwory Pałac Bydgoszcz | 470    | Magdalena Saad             |
| 09.10.2021  | 17:30 | IŁ Capital Legionovia Legionowo   | 2:3 (25:13, 25:20, 18:25, 19:25, 9:15)  | UNI Opole                         | 700    | Regiane Bidias             |
| 10.10.2021  | 20:30 | Grot Budowlani Łódź               | 1:3 (25:20, 17:25, 18:25, 16:25)        | Grupa Azoty Chemik Police         | 870    | Iga Wasilewska             |
| 11.10.2021  | 17:30 | E.Leclerc Moya Radomka Radom      | 3:0 (25:22, 27:25, 25:14)               | Joker Świecie                     | 800    | Katarzyna Zaroślińska-Król |
| 11.10.2021  | 20:30 | Energa MKS Kalisz                 | 3:1 (25:20, 17:25, 25:19, 25:13)        | Volleyball Wrocław                | 1398   | Monika Gałkowska           |
| 4. KOLEJKA  |       |                                   |                                         |                                   |        |                            |
| 15.10.2021  | 17:30 | Polskie Przetwory Pałac Bydgoszcz | 1:3 (10:25, 22:25, 25:20, 16:25)        | Developres Bella Dolina Rzeszów   | 500    | Ann Kalandadze             |
| 16.10.2021  | 16:30 | UNI Opole                         | 3:2 (25:22, 17:25, 25:22, 24:26, 15:10) | E.Leclerc Moya Radomka Radom      | 874    | Regiane Bidias             |
| 16.10.2021  | 18:00 | Grupa Azoty Chemik Police         | 1:3 (22:25, 18:25, 25:15, 21:25)        | ŁKS Commercecon Łódź              | 1050   | Veronica Jones-Perry       |
| 17.10.2021  | 17:00 | Grot Budowlani Łódź               | 3:0 (25:23, 25:18, 25:20)               | IŁ Capital Legionovia Legionowo   | 720    | Monika Fedusio             |
| 18.10.2021  | 17:30 | Volleyball Wrocław                | 0:3 (23:25, 24:26, 23:25)               | BKS Bostik Bielsko-Biała          | 980    | Aleksandra Kazała          |
| 18.10.2021  | 20:30 | Joker Świecie                     | 3:2 (25:11, 25:19, 25:27, 24:26, 15:11) | Energa MKS Kalisz                 | 350    | Julia Twardowska           |
| 5. KOLEJKA  |       |                                   |                                         |                                   |        |                            |
| 22.10.2021  | 17:30 | BKS Bostik Bielsko-Biała          | 3:0 (27:25, 25:19, 25:14)               | Joker Świecie                     | 320    | Dominika Pierzchała        |
| 23.10.2021  | 17:00 | ŁKS Commercecon Łódź              | 3:0 (25:20, 25:21, 25:13)               | Polskie Przetwory Pałac Bydgoszcz | 1400   | Roberta Ratzke             |
| 24.10.2021  | 16:00 | IŁ Capital Legionovia Legionowo   | 0:3 (15:25, 19:25, 10:25)               | Grupa Azoty Chemik Police         | 700    | Maria Stenzel              |
| 24.10.2021  | 18:00 | E.Leclerc Moya Radomka Radom      | 3:0 (26:24, 25:22, 25:19)               | Grot Budowlani Łódź               | 1000   | Alexandra Lazic            |
| 24.10.2021  | 18:30 | Energa MKS Kalisz                 | 3:0 (25:23, 25:12, 25:23)               | UNI Opole                         | 1398   | Justyna Łukasik            |
| 25.10.2021  | 17:30 | Developres Bella Dolina Rzeszów   | 3:0 (25:19, 25:18, 25:15)               | Volleyball Wrocław                | 1171   | Ann Kalandadze             |
| 6. KOLEJKA  |       |                                   |                                         |                                   |        |                            |
| 29.10.2021  | 17:30 | IŁ Capital Legionovia Legionowo   | 3:0 (25:22, 28:26, 25:17)               | E.Leclerc Moya Radomka Radom      | 250    | Izabela Lemańczyk          |
| 30.10.2021  | 17:00 | Joker Świecie                     | 0:3 (19:25, 24:26, 18:25)               | Developres Bella Dolina Rzeszów   | 500    | Ann Kalandadze             |
| 30.10.2021  | 17:00 | Grot Budowlani Łódź               | 3:0 (25:22, 25:22, 25:21)               | Energa MKS Kalisz                 | 625    | Martyna Łazowska           |
| 30.10.2021  | 17:00 | UNI Opole                         | 3:1 (25:23, 14:25, 25:17, 25:22)        | BKS Bostik Bielsko-Biała          | 737    | Kinga Stronias             |
| 31.10.2021  | 17:30 | Grupa Azoty Chemik Police         | 3:0 (25:17, 25:20, 25:21)               | Polskie Przetwory Pałac Bydgoszcz | 485    | Martyna Łukasik            |
| 01.11.2021  | 17:30 | Volleyball Wrocław                | 3:1 (20:25, 25:23, 25:17, 25:22)        | ŁKS Commercecon Łódź              | 985    | Natalia Murek              |
| 7. KOLEJKA  |       |                                   |                                         |                                   |        |                            |
| 05.11.2021  | 17:30 | E.Leclerc Moya Radomka Radom      | 1:3 (20:25, 25:22, 20:25, 19:25)        | Grupa Azoty Chemik Police         | 1000   | Bojana Milenković          |
| 06.11.2021  | 17:00 | ŁKS Commercecon Łódź              | 3:1 (25:20, 22:25, 25:14, 25:19)        | Joker Świecie                     | 1400   | Kamila Witkowska           |
| 06.11.2021  | 19:00 | Developres Bella Dolina Rzeszów   | 3:1 (25:18, 25:9, 25:27, 25:17)         | UNI Opole                         | 1872   | Katarzyna Wenerska         |
| 07.11.2021  | 12:30 | Polskie Przetwory Pałac Bydgoszcz | 3:2 (25:23, 20:25, 25:22, 12:25, 14:16) | Volleyball Wrocław                | 590    | Aleksandra Gromadowska     |
| 08.11.2021  | 17:30 | BKS Bostik Bielsko-Biała          | 1:3 (25:16, 24:26, 14:25, 22:25)        | Grot Budowlani Łódź               | 330    | Monika Fedusio             |
| 08.11.2021  | 20:30 | Energa MKS Kalisz                 | 2:3 (21:25, 25:20, 25:16, 24:26, 6:15)  | IŁ Capital Legionovia Legionowo   | 1390   | Izabela Lemańczyk          |
| 8. KOLEJKA  |       |                                   |                                         |                                   |        |                            |
| 11.11.2021  | 17:30 | Energa MKS Kalisz                 | 1:3 (12:25, 26:28, 25:18, 19:25)        | E.Leclerc Moya Radomka Radom      | 1100   | Freya Aelbrecht            |
| 12.11.2021  | 20:30 | Grupa Azoty Chemik Police         | 3:0 (25:12, 25:22, 25:21)               | Volleyball Wrocław                | 530    | Bojana Milenković          |
| 13.11.2021  | 16:00 | UNI Opole                         | 1:3 (27:25, 12:25, 22:25, 21:25)        | ŁKS Commercecon Łódź              | 815    | Kamila Witkowska           |
| 13.11.2021  | 19:00 | IŁ Capital Legionovia Legionowo   | 3:0 (25:21, 25:23, 25:22)               | BKS Bostik Bielsko-Biała          | 700    | Aleksandra Gryka           |
| 14.11.2021  | 20:30 | Grot Budowlani Łódź               | 2:3 (22:25, 25:19, 19:25, 25:21, 10:15) | Developres Bella Dolina Rzeszów   | 650    | Katarzyna Wenerska         |
| 15.11.2021  | 20:30 | Joker Świecie                     | 3:1 (17:25, 25:23, 25:17, 25:17)        | Polskie Przetwory Pałac Bydgoszcz | 250    | Paulina Zaborowska         |
| 9. KOLEJKA  |       |                                   |                                         |                                   |        |                            |
| 18.11.2021  | 17:30 | Energa MKS Kalisz                 | 1:3 (22:25, 17:25, 25:19, 17:25)        | Grupa Azoty Chemik Police         | 1017   | Agnieszka Kąkolewska       |
| 19.11.2021  | 17:30 | Developres Bella Dolina Rzeszów   | 2:3 (25:23, 25:27, 25:23, 19:25, 13:15) | IŁ Capital Legionovia Legionowo   | 1547   | Olivia Różański            |
| 19.11.2021  | 19:00 | E.Leclerc Moya Radomka Radom      | 2:3 (25:22, 20:25, 25:14, 22:25, 10:15) | BKS Bostik Bielsko-Biała          | 900    | Weronika Szlagowska        |
| 20.11.2021  | 19:00 | Volleyball Wrocław                | 3:0 (25:23, 25:16, 25:18)               | Joker Świecie                     | 1190   | Izabela Bałucka            |
| 21.11.2021  | 20:30 | ŁKS Commercecon Łódź              | 3:2 (25:20, 25:27, 21:25, 25:11, 15:13) | Grot Budowlani Łódź               | 2500   | Weronika Sobiczewska       |
| 22.11.2021  | 17:30 | Polskie Przetwory Pałac Bydgoszcz | 3:2 (19:25, 23:25, 25:22, 25:12, 15:10) | UNI Opole                         | 250    | Zuzanna Szperlak           |
| 10. KOLEJKA |       |                                   |                                         |                                   |        |                            |
| 25.11.2021  | 17:30 | Energa MKS Kalisz                 | 2:3 (25:16, 12:25, 25:18, 23:25, 5:15)  | BKS Bostik Bielsko-Biała          | 1021   | Dominika Pierzchała        |
| 26.11.2021  | 17:30 | Grot Budowlani Łódź               | 3:0 (25:14, 25:16, 25:14)               | Polskie Przetwory Pałac Bydgoszcz | 785    | Zuzanna Górecka            |
| 27.11.2021  | 19:00 | Grupa Azoty Chemik Police         | 3:0 (25:20, 25:19, 25:20)               | Joker Świecie                     | 350    | Agnieszka Kąkolewska       |
| 28.11.2021  | 12:30 | UNI Opole                         | 3:2 (30:28, 23:25, 22:25, 25:16, 17:15) | Volleyball Wrocław                | 670    | Anna Bączyńska             |
| 28.11.2021  | 20:30 | IŁ Capital Legionovia Legionowo   | 3:2 (25:18, 19:25, 25:20, 18:25, 15:13) | ŁKS Commercecon Łódź              | 550    | Izabela Lemańczyk          |
| 29.11.2021  | 17:30 | E.Leclerc Moya Radomka Radom      | 1:3 (28:26, 16:25, 11:25, 21:25)        | Developres Bella Dolina Rzeszów   | 850    | Bruna Honório              |
| 11. KOLEJKA |       |                                   |                                         |                                   |        |                            |
| 03.12.2021  | 20:30 | Developres Bella Dolina Rzeszów   | 3:2 (19:25, 25:22, 23:25, 25:21, 16:14) | Grupa Azoty Chemik Police         | 2996   | Aleksandra Szczygłowska    |
| 04.12.2021  | 12:30 | Joker Świecie                     | 0:3 (22:25, 23:25, 21:25)               | IŁ Capital Legionovia Legionowo   | 220    | Olivia Różański            |
| 04.12.2021  | 19:00 | UNI Opole                         | 1:3 (24:26, 27:25, 22:25, 25:27)        | Grot Budowlani Łódź               | 843    | Zuzanna Górecka            |
| 04.12.2021  | 20:30 | ŁKS Commercecon Łódź              | 3:0 (25:18, 25:14, 25:10)               | BKS Bostik Bielsko-Biała          | 800    | Veronica Jones-Perry       |
| 05.12.2021  | 12:30 | Volleyball Wrocław                | 1:3 (23:25, 23:25, 25:21, 17:25)        | E.Leclerc Moya Radomka Radom      | 865    | Freya Aelbrecht            |
| 06.12.2021  | 17:30 | Polskie Przetwory Pałac Bydgoszcz | 3:2 (25:22, 16:25, 25:22, 24:26, 15:12) | Energa MKS Kalisz                 | 520    | Magdalena Saad             |
| 12. KOLEJKA |       |                                   |                                         |                                   |        |                            |
| 09.12.2021  | 17:30 | Joker Świecie                     | 0:3 (23:25, 21:25, 16:25)               | Grot Budowlani Łódź               | 150    | Monika Fedusio             |
| 10.12.2021  | 17:30 | Polskie Przetwory Pałac Bydgoszcz | 1:3 (23:25, 15:25, 25:13, 16:25)        | E.Leclerc Moya Radomka Radom      | 380    | Freya Aelbrecht            |
| 11.12.2021  | 17:30 | BKS Bostik Bielsko-Biała          | 2:3 (14:25, 15:25, 25:23, 25:23, 9:15)  | Developres Bella Dolina Rzeszów   | 680    | Bruna Honório              |
| 11.12.2021  | 19:00 | ŁKS Commercecon Łódź              | 1:3 (19:25, 17:25, 25:17, 16:25)        | Energa MKS Kalisz                 | 700    | Aleksandra Dudek           |
| 12.12.2021  | 12:30 | Grupa Azoty Chemik Police         | 3:0 (25:19, 25:12, 25:21)               | UNI Opole                         | 350    | Martyna Czyrniańska        |
| 13.12.2021  | 20:30 | Volleyball Wrocław                | 0:3 (22:25, 19:25, 19:25)               | IŁ Capital Legionovia Legionowo   | 250    | Yaprak Erkek               |
| 13. KOLEJKA |       |                                   |                                         |                                   |        |                            |
| 17.12.2021  | 17:30 | Energa MKS Kalisz                 | 1:3 (17:25, 18:25, 27:25, 14:25)        | Developres Bella Dolina Rzeszów   | 856    | Anna Stencel               |
| 18.12.2021  | 17:30 | Grot Budowlani Łódź               | 3:0 (25:20, 25:18, 25:16)               | Volleyball Wrocław                | 745    | Martyna Łazowska           |
| 18.12.2021  | 19:00 | IŁ Capital Legionovia Legionowo   | 3:1 (25:23, 24:26, 25:16, 25:15)        | Polskie Przetwory Pałac Bydgoszcz | 400    | Yaprak Erkek               |
| 19.12.2021  | 12:30 | BKS Bostik Bielsko-Biała          | 3:2 (29:27, 20:25, 25:20, 23:25, 15:11) | Grupa Azoty Chemik Police         | 780    | Gabriela Orvošová          |
| 20.12.2021  | 17:30 | ŁKS Commercecon Łódź              | 3:1 (26:24, 25:20, 24:26, 25:17)        | E.Leclerc Moya Radomka Radom      | 900    | Roberta Ratzke             |
| 20.12.2021  | 19:00 | UNI Opole                         | 3:0 (25:17, 25:12, 25:23)               | Joker Świecie                     | 760    | Vivian Pellegrino          |
| 14. KOLEJKA |       |                                   |                                         |                                   |        |                            |
| 07.01.2022  | 17:30 | ŁKS Commercecon Łódź              | 0:3 (19:25, 16:25, 25:27)               | Developres Bella Dolina Rzeszów   | 1200   | Jelena Blagojević          |
| 08.01.2022  | 19:00 | Joker Świecie                     | 1:3 (18:25, 24:26, 27:25, 18:25)        | E.Leclerc Moya Radomka Radom      | 174    | Alexandra Lazic            |
| 09.01.2022  | 12:30 | Polskie Przetwory Pałac Bydgoszcz | 1:3 (25:23, 24:26, 23:25, 24:26)        | BKS Bostik Bielsko-Biała          | 548    | Gabriela Orvošová          |
| 09.01.2022  | 14:45 | Grupa Azoty Chemik Police         | 3:0 (25:16, 25:13, 25:16)               | Grot Budowlani Łódź               | 850    | Martyna Łukasik            |
| 10.01.2022  | 17:30 | UNI Opole                         | 2:3 (19:25, 26:24, 25:12, 17:25, 9:15)  | IŁ Capital Legionovia Legionowo   | 507    | Olivia Różański            |
| 31.01.2022  | 19:00 | Volleyball Wrocław                | 1:3 (24:26, 26:24, 17:25, 27:29)        | Energa MKS Kalisz                 | 415    | Aleksandra Dudek           |
| 15. KOLEJKA |       |                                   |                                         |                                   |        |                            |
| 14.01.2022  | 19:00 | Developres Bella Dolina Rzeszów   | 3:1 (18:25, 25:18, 25:22, 25:14)        | Polskie Przetwory Pałac Bydgoszcz | 1466   | Katarzyna Wenerska         |
| 16.01.2022  | 19:00 | IŁ Capital Legionovia Legionowo   | 3:2 (17:25, 25:13, 16:25, 25:20, 15:13) | Grot Budowlani Łódź               | 700    | Olivia Różański            |
| 16.01.2022  | 20:30 | ŁKS Commercecon Łódź              | 3:1 (20:25, 25:20, 27:25, 25:22)        | Grupa Azoty Chemik Police         | 1000   | Kamila Witkowska           |
| 17.01.2022  | 17:30 | E.Leclerc Moya Radomka Radom      | 1:3 (25:22, 11:25, 23:25, 15:25)        | UNI Opole                         | 4500   | Gabriela Makarowska        |
| 17.01.2022  | 20:30 | BKS Bostik Bielsko-Biała          | 3:2 (25:15, 26:28, 19:25, 25:15, 15:7)  | Volleyball Wrocław                | 350    | Aleksandra Kazała          |
| 18.01.2022  | 19:00 | Energa MKS Kalisz                 | 3:2 (15:25, 25:15, 25:13, 21:25, 15:13) | Joker Świecie                     | 916    | Aleksandra Dudek           |
| 16. KOLEJKA |       |                                   |                                         |                                   |        |                            |
| 21.01.2022  | 20:30 | Volleyball Wrocław                | 0:3 (17:25, 16:25, 22:25)               | Developres Bella Dolina Rzeszów   | 419    | Kara Bajema                |
| 22.01.2022  | 19:00 | Grot Budowlani Łódź               | 1:3 (25:23, 23:25, 23:25, 19:25)        | E.Leclerc Moya Radomka Radom      | 815    | Kornelia Moskwa            |
| 23.01.2022  | 20:30 | Grupa Azoty Chemik Police         | 3:0 (25:16, 25:19, 25:18)               | IŁ Capital Legionovia Legionowo   | 485    | Jovana Brakočević-Canzian  |
| 24.01.2022  | 19:00 | UNI Opole                         | 2:3 (25:20, 17:25, 25:14, 20:25, 8:15)  | Energa MKS Kalisz                 | 450    | Karolina Drużkowska        |
| 25.02.2022  | 17:30 | Polskie Przetwory Pałac Bydgoszcz | 1:3 (25:21, 23:25, 18:25, 12:25)        | ŁKS Commercecon Łódź              | 490    | Valentina Diouf            |
| 27.02.2022  | 18:00 | Joker Świecie                     | 3:1 (25:16, 25:16, 25:27, 25:17)        | BKS Bostik Bielsko-Biała          | 150    | Paulina Zaborowska         |
| 17. KOLEJKA |       |                                   |                                         |                                   |        |                            |
| 04.02.2022  | 17:30 | BKS Bostik Bielsko-Biała          | 3:1 (21:25, 25:12, 25:17, 25:22)        | UNI Opole                         | 360    | Gabriela Orvošová          |
| 04.02.2022  | 20:30 | E.Leclerc Moya Radomka Radom      | 1:3 (14:25, 23:25, 25:23, 25:27)        | IŁ Capital Legionovia Legionowo   | 1230   | Olivia Różański            |
| 05.02.2022  | 19:00 | ŁKS Commercecon Łódź              | 3:0 (25:16, 25:18, 25:16)               | Volleyball Wrocław                | 1000   | Julita Piasecka            |
| 06.02.2022  | 12:30 | Developres Bella Dolina Rzeszów   | 3:1 (23:25, 25:16, 25:13, 25:11)        | Joker Świecie                     | 1201   | Magdalena Jurczyk          |
| 06.02.2022  | 19:00 | Polskie Przetwory Pałac Bydgoszcz | 1:3 (26:24, 21:25, 19:25, 18:25)        | Grupa Azoty Chemik Police         | 490    | Danielle Drews             |
| 07.02.2022  | 20:30 | Energa MKS Kalisz                 | 3:1 (23:25, 27:25, 25:14, 25:23)        | Grot Budowlani Łódź               | 1092   | Karolina Drużkowska        |
| 18. KOLEJKA |       |                                   |                                         |                                   |        |                            |
| 10.02.2022  | 17:30 | UNI Opole                         | 0:3 (12:25, 16:25, 23:25)               | Developres Bella Dolina Rzeszów   | 438    | Julia Bińczycka            |
| 11.02.2022  | 17:30 | Grupa Azoty Chemik Police         | 3:1 (25:23, 23:25, 25:18, 25:16)        | E.Leclerc Moya Radomka Radom      | 985    | Naiane Rios                |
| 12.02.2022  | 19:00 | Grot Budowlani Łódź               | 1:3 (24:26, 15:25, 25:19, 28:30)        | BKS Bostik Bielsko-Biała          | 750    | Gabriela Orvošová          |
| 13.02.2022  | 12:30 | Joker Świecie                     | 1:3 (25:21, 22:25, 11:25, 16:25)        | ŁKS Commercecon Łódź              | 250    | Valentina Diouf            |
| 13.02.2022  | 20:30 | IŁ Capital Legionovia Legionowo   | 3:1 (25:22, 20:25, 25:22, 25:18)        | Energa MKS Kalisz                 | 700    | Alicja Grabka              |
| 14.02.2022  | 17:30 | Volleyball Wrocław                | 3:1 (26:24, 25:16, 20:25, 25:23)        | Polskie Przetwory Pałac Bydgoszcz | 416    | Andrea Kossanyiová         |
| 19. KOLEJKA |       |                                   |                                         |                                   |        |                            |
| 17.02.2022  | 17:30 | ŁKS Commercecon Łódź              | 3:1 (25:21, 23:25, 25:22, 25:6)         | UNI Opole                         | 1100   | Valentina Diouf            |
| 18.02.2022  | 17:30 | BKS Bostik Bielsko-Biała          | 2:3 (25:22, 15:25, 25:17, 21:25, 19:21) | IŁ Capital Legionovia Legionowo   | 590    | Aleksandra Gryka           |
| 19.02.2022  | 19:00 | E.Leclerc Moya Radomka Radom      | 3:0 (25:19, 25:18, 25:20)               | Energa MKS Kalisz                 | 1500   | Katarzyna Skorupa          |
| 20.02.2022  | 20:30 | Developres Bella Dolina Rzeszów   | 3:0 (25:22, 25:21, 25:23)               | Grot Budowlani Łódź               | 1568   | Jelena Blagojević          |
| 21.02.2022  | 20:30 | Polskie Przetwory Pałac Bydgoszcz | 3:1 (24:26, 25:23, 25:19, 25:21)        | Joker Świecie                     | 460    | Paulina Bałdyga            |
| 22.02.2022  | 19:00 | Volleyball Wrocław                | 0:3 (21:25, 19:25, 15:25)               | Grupa Azoty Chemik Police         | 450    | Katarzyna Połeć            |
| 20. KOLEJKA |       |                                   |                                         |                                   |        |                            |
| 04.03.2022  | 17:30 | IŁ Capital Legionovia Legionowo   | 2:3 (25:16, 17:25, 28:26, 25:27, 12:15) | Developres Bella Dolina Rzeszów   | 700    | Magdalena Jurczyk          |
| 04.03.2022  | 19:00 | BKS Bostik Bielsko-Biała          | 3:2 (27:29, 25:23, 28:30, 25:19, 15:11) | E.Leclerc Moya Radomka Radom      | 380    | Gabriela Orvošová          |
| 05.03.2022  | 19:00 | Grupa Azoty Chemik Police         | 3:0 (25:18, 25:18, 25:16)               | Energa MKS Kalisz                 | 400    | Jovana Brakočević-Canzian  |
| 06.03.2022  | 19:00 | Joker Świecie                     | 3:2 (16:25, 29:27, 13:25, 25:23, 14:16) | Volleyball Wrocław                | 180    | Andrea Kossanyiová         |
| 06.03.2022  | 20:30 | Grot Budowlani Łódź               | 3:0 (25:22, 25:18, 26:24)               | ŁKS Commercecon Łódź              | 1500   | Martyna Łazowska           |
| 07.03.2022  | 20:30 | UNI Opole                         | 3:2 (22:25, 18:25, 25:21, 25:21, 15:12) | Polskie Przetwory Pałac Bydgoszcz | 528    | Regiane Bidias             |
| 21. KOLEJKA |       |                                   |                                         |                                   |        |                            |
| 11.03.2022  | 20:30 | Developres Bella Dolina Rzeszów   | 3:1 (23:25, 25:22, 25:17, 25:16)        | E.Leclerc Moya Radomka Radom      | 1515   | Kara Bajema                |
| 12.03.2022  | 19:00 | Polskie Przetwory Pałac Bydgoszcz | 2:3 (21:25, 25:22, 25:23, 16:25, 8:15)  | Grot Budowlani Łódź               | 630    | Ana Cleger                 |
| 13.03.2022  | 20:30 | Volleyball Wrocław                | 1:3 (20:25, 25:21, 14:25, 21:25)        | UNI Opole                         | 531    | Anna Bączyńska             |
| 14.03.2022  | 17:30 | Joker Świecie                     | 0:3 (19:25, 14:25, 21:25)               | Grupa Azoty Chemik Police         | 200    | Jovana Brakočević-Canzian  |
| 14.03.2022  | 19:00 | ŁKS Commercecon Łódź              | 3:1 (25:23, 24:26, 25:16, 25:22)        | IŁ Capital Legionovia Legionowo   | 800    | Paulina Maj-Erwardt        |
| 15.03.2022  | 19:00 | BKS Bostik Bielsko-Biała          | 3:1 (21:25, 25:21, 25:8, 25:18)         | Energa MKS Kalisz                 | 325    | Gabriela Orvošová          |
| 22. KOLEJKA |       |                                   |                                         |                                   |        |                            |
| 18.03.2022  | 19:00 | IŁ Capital Legionovia Legionowo   | 3:2 (25:18, 25:12, 18:25, 18:25, 15:6)  | Joker Świecie                     | 700    | Magdalena Damaske          |
| 19.03.2022  | 19:00 | BKS Bostik Bielsko-Biała          | 0:3 (21:25, 22:25, 19:25)               | ŁKS Commercecon Łódź              | 720    | Martyna Grajber            |
| 20.03.2022  | 12:30 | Energa MKS Kalisz                 | 1:3 (29:31, 28:30, 25:20, 23:25)        | Polskie Przetwory Pałac Bydgoszcz | 1116   | Majka Szczepańska-Pogoda   |
| 20.03.2022  | 17:30 | Grot Budowlani Łódź               | 3:0 (25:17, 25:22, 25:14)               | UNI Opole                         | 930    | Monika Fedusio             |
| 21.03.2022  | 17:30 | Grupa Azoty Chemik Police         | 3:1 (25:21, 25:19, 23:25, 25:12)        | Developres Bella Dolina Rzeszów   | 1100   | Martyna Czyrniańska        |
| 21.03.2022  | 20:30 | E.Leclerc Moya Radomka Radom      | 3:0 (25:18, 25:23, 27:25)               | Volleyball Wrocław                | 800    | Alexandra Lazic            |

#### Tabela
| Lp. | Drużyna                           | Pkt | Mecze | Mecze | Mecze | Rodzaj wyniku | Rodzaj wyniku | Rodzaj wyniku | Rodzaj wyniku | Rodzaj wyniku | Rodzaj wyniku | Sety | Sety | Sety  | Małe punkty | Małe punkty | Małe punkty |
| Lp. | Drużyna                           | Pkt | M     | W     | P     | 3:0           | 3:1           | 3:2           | 2:3           | 1:3           | 0:3           | wyg. | prz. | stos. | zdob.       | str.        | stos.       |
| --- | --------------------------------- | --- | ----- | ----- | ----- | ------------- | ------------- | ------------- | ------------- | ------------- | ------------- | ---- | ---- | ----- | ----------- | ----------- | ----------- |
| 1   | Grupa Azoty Chemik Police         | 56  | 22    | 18    | 4     | 12            | 6             | 0             | 2             | 2             | 0             | 60   | 18   | 3.33  | 1876        | 1524        | 1.23        |
| 2   | Developres Bella Dolina Rzeszów   | 55  | 22    | 20    | 2     | 7             | 7             | 6             | 1             | 1             | 0             | 63   | 25   | 2.52  | 2046        | 1742        | 1.17        |
| 3   | ŁKS Commercecon Łódź              | 46  | 22    | 15    | 7     | 5             | 9             | 1             | 2             | 2             | 3             | 51   | 32   | 1.59  | 1918        | 1732        | 1.11        |
| 4   | IŁ Capital Legionovia Legionowo   | 42  | 22    | 16    | 6     | 4             | 4             | 8             | 2             | 1             | 3             | 53   | 38   | 1.39  | 1974        | 1922        | 1.03        |
| 5   | Grot Budowlani Łódź               | 36  | 22    | 11    | 11    | 9             | 1             | 1             | 4             | 4             | 3             | 45   | 36   | 1.25  | 1830        | 1785        | 1.03        |
| 6   | E.Leclerc Moya Radomka Radom      | 36  | 22    | 11    | 11    | 6             | 5             | 0             | 3             | 7             | 1             | 46   | 38   | 1.21  | 1892        | 1907        | 0.99        |
| 7   | BKS Bostik Bielsko-Biała          | 31  | 22    | 11    | 11    | 2             | 4             | 5             | 3             | 3             | 5             | 42   | 47   | 0.89  | 1908        | 1951        | 0.98        |
| 8   | UNI Opole                         | 26  | 22    | 9     | 13    | 1             | 4             | 4             | 3             | 4             | 6             | 37   | 51   | 0.73  | 1840        | 1970        | 0.93        |
| 9   | Energa MKS Kalisz                 | 23  | 22    | 7     | 15    | 1             | 4             | 2             | 4             | 6             | 5             | 35   | 53   | 0.66  | 1856        | 1961        | 0.95        |
| 10  | Volleyball Wrocław                | 17  | 22    | 6     | 16    | 1             | 2             | 3             | 2             | 5             | 9             | 27   | 56   | 0.48  | 1747        | 1925        | 0.91        |
| 11  | Polskie Przetwory Pałac Bydgoszcz | 17  | 22    | 5     | 17    | 1             | 2             | 2             | 4             | 9             | 4             | 32   | 57   | 0.56  | 1855        | 2053        | 0.9         |
| 12  | Joker Świecie                     | 11  | 22    | 3     | 19    | 0             | 2             | 1             | 3             | 6             | 10            | 21   | 61   | 0.34  | 1641        | 1911        | 0.86        |

Źródło: tauronliga.pl (pol.)
Punktacja: 3:0 i 3:1 – 3 pkt; 3:2 – 2 pkt; 2:3 – 1 pkt; 1:3 i 0:3 – 0 pkt
Zasady ustalania kolejności: 1. liczba punktów; 2. stosunek setów; 3. stosunek małych punktów; 4. bilans w bezpośrednich meczach
     faza play-off
     mecze o miejsca 9-10
     spadek do 1. ligi

## Faza play-off

### Ćwierćfinały
(do 2 zwycięstw)
| Data                                | Godz.                               | Gospodarz                           | Rezultat                               | Gość                             | Widzów                           | MVP                              |
| ----------------------------------- | ----------------------------------- | ----------------------------------- | -------------------------------------- | -------------------------------- | -------------------------------- | -------------------------------- |
| Grupa Azoty Chemik Police (1)       | Grupa Azoty Chemik Police (1)       | Grupa Azoty Chemik Police (1)       | 2 – 0                                  | (8) UNI Opole                    | (8) UNI Opole                    | (8) UNI Opole                    |
| 03.04.2022                          | 19:00                               | Grupa Azoty Chemik Police           | 3:0 (25:21, 25:10, 25:18)              | UNI Opole                        | 950                              | Jovana Brakočević-Canzian        |
| 11.04.2022                          | 20:30                               | UNI Opole                           | 0:3 (25:27, 13:25, 8:25)               | Grupa Azoty Chemik Police        | 845                              | Jovana Brakočević-Canzian        |
| IŁ Capital Legionovia Legionowo (4) | IŁ Capital Legionovia Legionowo (4) | IŁ Capital Legionovia Legionowo (4) | 1 – 2                                  | (5) Grot Budowlani Łódź          | (5) Grot Budowlani Łódź          | (5) Grot Budowlani Łódź          |
| 03.04.2022                          | 20:30                               | IŁ Capital Legionovia Legionowo     | 3:0 (25:20, 31:29, 25:20)              | Grot Budowlani Łódź              | 700                              | Aleksandra Gryka                 |
| 10.04.2022                          | 14:45                               | Grot Budowlani Łódź                 | 3:0 (25:22, 25:20, 25:16)              | IŁ Capital Legionovia Legionowo  | 1085                             | Ana Cleger                       |
| 14.04.2022                          | 19:00                               | IŁ Capital Legionovia Legionowo     | 0:3 (23:25, 24:26, 24:26)              | Grot Budowlani Łódź              | 600                              | Monika Fedusio                   |
| Developres Bella Dolina Rzeszów (2) | Developres Bella Dolina Rzeszów (2) | Developres Bella Dolina Rzeszów (2) | 2 – 0                                  | (7) BKS Bostik Bielsko-Biała     | (7) BKS Bostik Bielsko-Biała     | (7) BKS Bostik Bielsko-Biała     |
| 04.04.2022                          | 20:30                               | Developres Bella Dolina Rzeszów     | 3:2 (25:16, 25:18, 22:25, 23:25, 15:7) | BKS Bostik Bielsko-Biała         | 1671                             | Jelena Blagojević                |
| 09.04.2022                          | 17:30                               | BKS Bostik Bielsko-Biała            | 1:3 (25:16, 20:25, 20:25, 13:25)       | Developres Bella Dolina Rzeszów  | 1180                             | Magdalena Jurczyk                |
| ŁKS Commercecon Łódź (3)            | ŁKS Commercecon Łódź (3)            | ŁKS Commercecon Łódź (3)            | 2 – 0                                  | (6) E.Leclerc Moya Radomka Radom | (6) E.Leclerc Moya Radomka Radom | (6) E.Leclerc Moya Radomka Radom |
| 04.04.2022                          | 17:30                               | ŁKS Commercecon Łódź                | 3:0 (25:17, 25:18, 25:16)              | E.Leclerc Moya Radomka Radom     | 800                              | Valentina Diouf                  |
| 10.04.2022                          | 17:30                               | E.Leclerc Moya Radomka Radom        | 0:3 (18:25, 19:25, 21:25)              | ŁKS Commercecon Łódź             | 990                              | Valentina Diouf                  |

### Półfinały
(do 2 zwycięstw)
| Data                                | Godz.                               | Gospodarz                           | Rezultat                                | Gość                            | Widzów                   | MVP                      |
| ----------------------------------- | ----------------------------------- | ----------------------------------- | --------------------------------------- | ------------------------------- | ------------------------ | ------------------------ |
| Grupa Azoty Chemik Police (1)       | Grupa Azoty Chemik Police (1)       | Grupa Azoty Chemik Police (1)       | 2 – 0                                   | (5) Grot Budowlani Łódź         | (5) Grot Budowlani Łódź  | (5) Grot Budowlani Łódź  |
| 21.04.2022                          | 20:30                               | Grupa Azoty Chemik Police           | 3:0 (25:16, 25:21, 25:17)               | Grot Budowlani Łódź             | 880                      | Martyna Łukasik          |
| 25.04.2022                          | 17:30                               | Grot Budowlani Łódź                 | 0:3 (20:25, 17:25, 22:25)               | Grupa Azoty Chemik Police       | 915                      | Marlena Kowalewska       |
| Developres Bella Dolina Rzeszów (2) | Developres Bella Dolina Rzeszów (2) | Developres Bella Dolina Rzeszów (2) | 2 – 0                                   | (3) ŁKS Commercecon Łódź        | (3) ŁKS Commercecon Łódź | (3) ŁKS Commercecon Łódź |
| 21.04.2022                          | 17:30                               | Developres Bella Dolina Rzeszów     | 3:2 (21:25, 17:25, 25:16, 25:16, 15:13) | ŁKS Commercecon Łódź            | 3782                     | Bruna Honório            |
| 24.04.2022                          | 20:30                               | ŁKS Commercecon Łódź                | 1:3 (17:25, 25:23, 21:25, 23:25)        | Developres Bella Dolina Rzeszów | 1500                     | Kara Bajema              |

### Finały
(do 3 zwycięstw)
| Data                          | Godz.                         | Gospodarz                       | Rezultat                                | Gość                                | Widzów                              | MVP                                 |
| ----------------------------- | ----------------------------- | ------------------------------- | --------------------------------------- | ----------------------------------- | ----------------------------------- | ----------------------------------- |
| Grupa Azoty Chemik Police (1) | Grupa Azoty Chemik Police (1) | Grupa Azoty Chemik Police (1)   | 3 – 0                                   | (2) Developres Bella Dolina Rzeszów | (2) Developres Bella Dolina Rzeszów | (2) Developres Bella Dolina Rzeszów |
| 01.05.2022                    | 14:45                         | Grupa Azoty Chemik Police       | 3:2 (25:19, 25:22, 22:25, 22:25, 15:12) | Developres Bella Dolina Rzeszów     | 1100                                | Jovana Brakočević-Canzian           |
| 05.05.2022                    | 17:30                         | Developres Bella Dolina Rzeszów | 1:3 (25:15, 21:25, 12:25, 22:25)        | Grupa Azoty Chemik Police           | 4029                                | Martyna Czyrniańska                 |
| 08.05.2022                    | 17:30                         | Grupa Azoty Chemik Police       | 3:2 (19:25, 24:26, 25:16, 25:10, 15:7)  | Developres Bella Dolina Rzeszów     | 1150                                | Jovana Brakočević-Canzian           |

### Mecze o 3 miejsce
(do 3 zwycięstw)
| Data                     | Godz.                    | Gospodarz                | Rezultat                         | Gość                    | Widzów                  | MVP                     |
| ------------------------ | ------------------------ | ------------------------ | -------------------------------- | ----------------------- | ----------------------- | ----------------------- |
| ŁKS Commercecon Łódź (3) | ŁKS Commercecon Łódź (3) | ŁKS Commercecon Łódź (3) | 3 – 0                            | (5) Grot Budowlani Łódź | (5) Grot Budowlani Łódź | (5) Grot Budowlani Łódź |
| 01.05.2022               | 17:30                    | ŁKS Commercecon Łódź     | 3:0 (25:21, 25:17, 27:25)        | Grot Budowlani Łódź     | 1250                    | Klaudia Alagierska      |
| 05.05.2022               | 20:30                    | Grot Budowlani Łódź      | 1:3 (22:25, 21:25, 25:19, 17:25) | ŁKS Commercecon Łódź    | 1500                    | Valentina Diouf         |
| 08.05.2022               | 14:45                    | ŁKS Commercecon Łódź     | 3:1 (25:18, 25:18, 23:25, 25:18) | Grot Budowlani Łódź     | 2380                    | Valentina Diouf         |

### Mecze o 5 miejsce
(do 2 zwycięstw, przy remisie możliwy złoty set)
| Data                                | Godz.                               | Gospodarz                           | Rezultat                                | Gość                             | Widzów                           | MVP                              |
| ----------------------------------- | ----------------------------------- | ----------------------------------- | --------------------------------------- | -------------------------------- | -------------------------------- | -------------------------------- |
| IŁ Capital Legionovia Legionowo (4) | IŁ Capital Legionovia Legionowo (4) | IŁ Capital Legionovia Legionowo (4) | `1 – 1                                  | (6) E.Leclerc Moya Radomka Radom | (6) E.Leclerc Moya Radomka Radom | (6) E.Leclerc Moya Radomka Radom |
| 20.04.2022                          | 17:00                               | E.Leclerc Moya Radomka Radom        | 2:3 (20:25, 25:13, 25:15, 23:25, 11:15) | IŁ Capital Legionovia Legionowo  | 850                              | Olivia Różański                  |
| 24.04.2022                          | 19:00                               | IŁ Capital Legionovia Legionowo     | 0:3 (22:25, 25:27, 29:31)               | E.Leclerc Moya Radomka Radom     | 250                              | Katarzyna Zaroślińska-Król       |
| —                                   | —                                   | IŁ Capital Legionovia Legionowo     | złoty set: 15:12                        | E.Leclerc Moya Radomka Radom     | —                                | —                                |

### Mecze o 7 miejsce
(do 2 zwycięstw, przy remisie złoty set)
| Data                         | Godz.                        | Gospodarz                    | Rezultat                         | Gość                     | Widzów        | MVP               |
| ---------------------------- | ---------------------------- | ---------------------------- | -------------------------------- | ------------------------ | ------------- | ----------------- |
| BKS Bostik Bielsko-Biała (7) | BKS Bostik Bielsko-Biała (7) | BKS Bostik Bielsko-Biała (7) | 1 – 1                            | (8) UNI Opole            | (8) UNI Opole | (8) UNI Opole     |
| 14.04.2022                   | 17:00                        | UNI Opole                    | 0:3 (24:26, 31:33, 24:26)        | BKS Bostik Bielsko-Biała | 225           | Martyna Borowczak |
| 20.04.2022                   | 19:00                        | BKS Bostik Bielsko-Biała     | 1:3 (25:23, 18:25, 23:25, 22:25) | UNI Opole                | 320           | Kinga Stronias    |
| —                            | —                            | BKS Bostik Bielsko-Biała     | złoty set: 13:15                 | UNI Opole                | —             | —                 |

### Mecze o 9 miejsce
(do 2 zwycięstw)
| Data                  | Godz.                 | Gospodarz             | Rezultat                                | Gość                    | Widzów                  | MVP                     |
| --------------------- | --------------------- | --------------------- | --------------------------------------- | ----------------------- | ----------------------- | ----------------------- |
| Energa MKS Kalisz (9) | Energa MKS Kalisz (9) | Energa MKS Kalisz (9) | 0 – 2                                   | (10) Volleyball Wrocław | (10) Volleyball Wrocław | (10) Volleyball Wrocław |
| 01.04.2022            | 19:00                 | Volleyball Wrocław    | 3:0 (25:14, 29:27, 25:14)               | Energa MKS Kalisz       | 260                     | Anna Kaczmar            |
| 06.04.2022            | 19:00                 | Energa MKS Kalisz     | 2:3 (25:23, 27:25, 24:26, 18:25, 10:15) | Volleyball Wrocław      | 1023                    | Adrianna Szady          |

## Klasyfikacja końcowa
| Lp. | Drużyna                           |
| --- | --------------------------------- |
| 1   | Grupa Azoty Chemik Police         |
| 2   | Developres Bella Dolina Rzeszów   |
| 3   | ŁKS Commercecon Łódź              |
| 4   | Grot Budowlani Łódź               |
| 5   | IŁ Capital Legionovia Legionowo   |
| 6   | E.Leclerc Moya Radomka Radom      |
| 7   | UNI Opole                         |
| 8   | BKS Bostik Bielsko-Biała          |
| 9   | Volleyball Wrocław                |
| 10  | Energa MKS Kalisz                 |
| 11  | Polskie Przetwory Pałac Bydgoszcz |
| 12  | Joker Świecie                     |

     Liga Mistrzyń
     Puchar CEV
     Puchar Challenge
     spadek do I ligi

## Najlepsze zawodniczki meczów
| Liczba MVP | Zawodniczka                |
| ---------- | -------------------------- |
| 7          | Jovana Brakočević-Canzian  |
| 7          | Valentina Diouf            |
| 7          | Olivia Różański            |
| 6          | Jelena Blagojević          |
| 6          | Gabriela Orvošová          |
| 4          | Izabela Lemańczyk          |
| 4          | Katarzyna Wenerska         |
| 4          | Katarzyna Zaroślińska-Król |
| 3          | Freya Aelbrecht            |
| 3          | Kara Bajema                |
| 3          | Regiane Bidias             |
| 3          | Martyna Czyrniańska        |
| 3          | Aleksandra Dudek           |
| 3          | Monika Fedusio             |
| 3          | Zuzanna Górecka            |
| 3          | Aleksandra Gryka           |
| 3          | Bruna Honório              |
| 3          | Magdalena Jurczyk          |
| 3          | Ann Kalandadze             |
| 3          | Agnieszka Kąkolewska       |
| 3          | Alexandra Lazic            |
| 3          | Martyna Łazowska           |
| 3          | Martyna Łukasik            |
| 3          | Roberta Ratzke             |
| 3          | Kinga Stronias             |
| 3          | Kamila Witkowska           |
| 2          | Anna Bączyńska             |
| 2          | Ana Cleger                 |
| 2          | Karolina Drużkowska        |
| 2          | Yaprak Erkek               |
| 2          | Veronica Jones-Perry       |
| 2          | Aleksandra Kazała          |
| 2          | Andrea Kossanyiová         |
| 2          | Marlena Kowalewska         |
| 2          | Bojana Milenković          |
| 2          | Natalia Murek              |
| 2          | Dominika Pierzchała        |
| 2          | Magdalena Saad             |
| 2          | Paulina Zaborowska         |
| 1          | Klaudia Alagierska         |
| 1          | Paulina Bałdyga            |
| 1          | Izabela Bałucka            |
| 1          | Julia Bińczycka            |
| 1          | Magdalena Damaske          |
| 1          | Danielle Drews             |
| 1          | Monika Gałkowska           |
| 1          | Alicja Grabka              |
| 1          | Martyna Grajber            |
| 1          | Aleksandra Gromadowska     |
| 1          | Justyna Łukasik            |
| 1          | Paulina Maj-Erwardt        |
| 1          | Gabriela Makarowska        |
| 1          | Kornelia Moskwa            |
| 1          | Vivian Pellegrino          |
| 1          | Julita Piasecka            |
| 1          | Katarzyna Połeć            |
| 1          | Naiane Rios                |
| 1          | Katarzyna Skorupa          |
| 1          | Weronika Sobiczewska       |
| 1          | Anna Stencel               |
| 1          | Maria Stenzel              |
| 1          | Adrianna Szady             |
| 1          | Majka Szczepańska-Pogoda   |
| 1          | Aleksandra Szczygłowska    |
| 1          | Weronika Szlagowska        |
| 1          | Zuzanna Szperlak           |
| 1          | Julia Twardowska           |
| 1          | Iga Wasilewska             |

## Transfery[15]
| Grupa Azoty Chemik Police | Grupa Azoty Chemik Police |
| Przychodzą | Odchodzą |
| --- | --- |
| - Bojana Milenković (CS Volei Alba-Blaj) - Naiane Rios (Osasco/São Cristóvão Saúde) - Maria Stenzel (Grot Budowlani Łódź) - Marta Pol (Ziółkowska) (Polskie Przetwory Pałac Bydgoszcz) - Aleksandra Lipska (CBF Balducci Hr Macerata) - Martyna Czyrniańska (SMS PZPS Szczyrk) | - Wilma Salas (Olympiakos Pireus) - Sinead Jack (Megabox Vallefoglia) - Indy Baijens (SSC Palmberg Schwerin) - Olga Strandzali (CS Volei Alba-Blaj) - Natalia Mędrzyk (przerwa w karierze) - Paulina Maj-Erwardt (ŁKS Commercecon Łódź) - Martyna Grajber (ŁKS Commercecon Łódź) - Paulina Bałdyga (Polskie Przetwory Pałac Bydgoszcz) - Sonia Kubacka (Joker Świecie) |
| w trakcie sezonu | |
| - Danielle Drews (University of Utah) | - Danielle Drews |

| Developres Bella Dolina Rzeszów | Developres Bella Dolina Rzeszów |
| Przychodzą | Odchodzą |
| --- | --- |
| - Bruna Honório (E.Leclerc Moya Radomka Radom) - Ann Kalandadze (ŁKS Commercecon Łódź) - Kara Bajema (Vbc Èpiù Casalmaggiore) - Izabella Rapacz (Volleyball Wrocław) - Aleksandra Szczygłowska (BKS Bostik Bielsko-Biała) - Dominika Witowska (BKS Bostik Bielsko-Biała) - Katarzyna Wenerska (Joker Świecie) - Magdalena Jurczyk (Joker Świecie) - Katarzyna Bagrowska (Asotra Płomień Sosnowiec) - Julia Bińczycka (Enea Energetyk Poznań) | - Kiera Van Ryk (THY Stambuł) - Alexandra Lazic (E.Leclerc Moya Radomka Radom) - Juliette Fidon-Lebleu (PAOK Saloniki) - Aleksandra Krzos (szuka klubu) - Zuzanna Efimienko-Młotkowska (E.Leclerc Moya Radomka Radom) - Aleksandra Rasińska (Volleyball Wrocław) - Magdalena Grabka (szuka klubu) - Anna Kaczmar (Volleyball Wrocław) |

| ŁKS Commercecon Łódź | ŁKS Commercecon Łódź |
| Przychodzą | Odchodzą |
| --- | --- |
| - Veronica Jones-Perry (Grot Budowlani Łódź) - Roberta Ratzke (Osasco/São Cristóvão Saúde) - Ivna Franco Marra (Curitiba Vôlei) - Pietra Jukoski (Curitiba Vôlei) - Paulina Maj-Erwardt (Grupa Azoty Chemik Police) - Martyna Grajber (Grupa Azoty Chemik Police) - Kamila Witkowska (Volleyball Wrocław) - Julita Piasecka (SMS PZPS Szczyrk) - Angelika Gajer (WTS Solna Wieliczka) - Weronika Sobiczewska (WTS Solna Wieliczka) | - Katarina Lazović (Saugella Monza) - Nađa Ninković (CS Volei Alba-Blaj) - Britt Bongaerts (Bartoccini Fortinfissi Perugia) - Ann Kalandadze (Developres Bella Dolina Rzeszów) - Katarina Osadchuk (KS BAS Kombinat Budowlany Białystok) - Katarzyna Zaroślińska-Król (E.Leclerc Moya Radomka Radom) - Magdalena Saad (Polskie Przetwory Pałac Bydgoszcz) - Aleksandra Szczepańska (Pasznik) (E.Leclerc Moya Radomka Radom) - Agata Wawrzyńczyk (szuka klubu) - Aleksandra Wójcik (E.Leclerc Moya Radomka Radom) - Oliwia Laszczyk (Libero VIP Biesiadowo Aleksandrów Łódzki) |
| w trakcie sezonu | |
| - Valentina Diouf (Bartoccini Fortinfissi Perugia) | - Ivna Franco Marra (Sesi Vôlei Bauru) |

| E.Leclerc Moya Radomka Radom | E.Leclerc Moya Radomka Radom |
| Przychodzą | Odchodzą |
| --- | --- |
| - Freya Aelbrecht (Bartoccini Fortinfissi Perugia) - Alexandra Lazic (Developres Bella Dolina Rzeszów) - Kaisa Alanko (Nantes VB) - Srna Marković (Savino Del Bene Scandicci) - Katarzyna Zaroślińska-Król (ŁKS Commercecon Łódź) - Aleksandra Szczepańska (Pasznik) (ŁKS Commercecon Łódź) - Aleksandra Wójcik (ŁKS Commercecon Łódź) - Zuzanna Efimienko-Młotkowska (Developres Bella Dolina Rzeszów) | - Janisa Johnson - Ana Bjelica (Megabox Ondulati Del Savio Vallefoglia) - Bruna Honório (Developres Bella Dolina Rzeszów) - Samara Rodrigues de Almeida (szuka klubu) - Andressa Picussa (Joker Świecie) - Julia Twardowska (Joker Świecie) - Izabela Bałucka (Volleyball Wrocław) - Justyna Łukasik (Energa MKS Kalisz) - Paulina Zaborowska (Joker Świecie) - Klaudia Laskowska (Enea Energetyk Poznań) - Zuzanna Zielińska (szuka klubu) |
| w trakcie sezonu | |
| - Natalia Murek (Volleyball Wrocław) - Agnieszka Adamek (Volleyball Wrocław) - Kamila Kobus (Polskie Przetwory Pałac Bydgoszcz) | - Kaisa Alanko (szuka klubu) - Srna Marković (SC Potsdam) |

| Grot Budowlani Łódź | Grot Budowlani Łódź |
| Przychodzą | Odchodzą |
| --- | --- |
| - Ana Cleger (powrót z urlopu macierzyńskiego) - Julia Szczurowska (Energa MKS Kalisz) - Justyna Łysiak (Energa MKS Kalisz) - Maja Pelczarska (Stal Mielec) - Martyna Łazowska (SMS PZPS Szczyrk) - Daria Skomorowska (KS Enea Energetyk Poznań) | - Veronica Jones-Perry (ŁKS Commercecon Łódź) - Maria Stenzel (Grupa Azoty Chemik Police) - Julia Nowicka (Allianz MTV Stuttgart) - Oliwia Michalak (szuka klubu) - Oliwia Poreda (MKS SAN-Pajda Jarosław) |

| BKS Bostik Bielsko-Biała | BKS Bostik Bielsko-Biała |
| Przychodzą | Odchodzą |
| --- | --- |
| - Ewelina Polak (Energa MKS Kalisz) - Koleta Łyszkiewicz (Enea PTPS Piła) - Alina Bartkowska (Enea PTPS Piła) - Martyna Borowczak (KS Enea Energetyk Poznań) - Julia Mazur (Energa MKS Kalisz) - Karina Chmielewska (MKS SAN-Pajda Jarosław) - Dominika Pierzchała (SMS PZPS Szczyrk) | - Andrea Kossanyiová (Volleyball Wrocław) - Natalia Gajewska (Energa MKS Kalisz) - Karolina Drużkowska (Energa MKS Kalisz) - Katarzyna Wawrzyniak (UKS Jedynka Tarnów) - Aleksandra Szczygłowska (Developres Bella Dolina Rzeszów) - Dominika Witowska (Developres Bella Dolina Rzeszów) - Dagmara Dąbrowska (Enea Energetyk Poznań) |

| Energa MKS Kalisz | Energa MKS Kalisz |
| Przychodzą | Odchodzą |
| --- | --- |
| - Natalia Gajewska (BKS Bostik Bielsko-Biała) - Ewelina Żurowska (Polskie Przetwory Pałac Bydgoszcz) - Karolina Drużkowska (BKS Bostik Bielsko-Biała) - Justyna Łukasik (E.Leclerc Moya Radomka Radom) - Ewa Kwiatkowska (Libero VIP Aleksandrów Łódzki) - Aleksandra Dudek (MKS SAN-Pajda Jarosław) - Oriana Miechowicz (KS Enea Energetyk Poznań) - Aleksandra Cygan (AZS Politechnika Śląska Gliwice) - Kinga Wysokińska (Częstochowianka Częstochowa) | - Monika Ptak (szuka klubu) - Julia Szczurowska (Grot Budowlani Łódź) - Justyna Łysiak (Grot Budowlani Łódź) - Ewelina Polak (BKS Bostik Bielsko-Biała) - Aleksandra Gromadowska (Volleyball Wrocław) - Zuzanna Szperlak (Polskie Przetwory Pałac Bydgoszcz) - Magdalena Damaske (IŁ Capital Legionovia Legionowo) - Julia Mazur (BKS Bostik Bielsko-Biała) - Zofia Szczotkiewicz (szuka klubu) - Marta Budnik (Częstochowianka Częstochowa) - Julia Papszun (Częstochowianka Częstochowa) - Patrycja Chrzan (KS BAS Kombinat Budowlany Białystok) |
| w trakcie sezonu | |
| - Sonia Kubacka (Joker Świecie) | - Monika Gałkowska (Bartoccini Fortinfissi Perugia) |

| IŁ Capital Legionovia Legionowo | IŁ Capital Legionovia Legionowo |
| Przychodzą | Odchodzą |
| --- | --- |
| - Gyselle Silva (powrót po urlopie macierzyńskim) - Lauren Barfield (SSC Palmberg Schwerin) - Yaprak Erkek (İlbank Ankara) - Magdalena Damaske (Energa MKS Kalisz) - Aleksandra Gryka (USC Trojans) - Sonia Stefanik (DPD Legionovia Legionowo (juniorki)) - Hanna Tylska (DPD Legionovia Legionowo (juniorki)) | - Shelly Stafford (szuka klubu) - Julie Oliveira Souza (SF Paris Saint Cloud) - Jéssica Rivero (Delta Despar Trentino) - Žana Zdovc Sporer (Tchalou Volley) - Marta Matejko (RC Cannes) - Paulina Majkowska (Polskie Przetwory Pałac Bydgoszcz) |
| w trakcie sezonu | |
| | - Lauren Barfield (szuka klubu) |

| Polskie Przetwory Pałac Bydgoszcz | Polskie Przetwory Pałac Bydgoszcz |
| Przychodzą | Odchodzą |
| --- | --- |
| - Tatjana Bokan (VolAlto 2.0 Caserta) - Letícia Hage (CS Rapid București) - Mariana Alves Cassemiro (Sesi/Vôlei Bauru) - Magdalena Saad (ŁKS Commercecon Łódź) - Paulina Bałdyga (Grupa Azoty Chemik Police) - Patrycja Balmas (powrót po urlopie macierzyńskim) - Zuzanna Szperlak (Energa MKS Kalisz) - Paulina Majkowska (DPD IŁCapital Legionovia Legionowo) - Kamila Kobus (Karpaty Krosno Glass) - Aleksandra Justka (Polskie Przetwory Pałac Bydgoszcz (juniorki)) | - Regiane Bidias (UNI Opole) - Alexandra Dascalu (Volley Düdingen) - Monika Jagła (Joker Świecie) - Marta Pol (Ziółkowska) (Grupa Azoty Chemik Police) - Ewelina Żurowska (Energa MKS Kalisz) - Magdalena Hawryła (Volleyball Wrocław) - Agata Michalewicz (Joker Świecie) - Natalia Lijewska (Mert Kaan Sigorta Spor Kulübü) - Julia Reszelewska (WTS Solna Wieliczka) - Paulina Reiter (Enea Energetyk Poznań) |
| w trakcie sezonu | |
| - Ani Bozdewa (Coastal Carolina University) - Majka Szczepańska-Pogoda (powrót z urlopu macierzyńskiego) | - Tatjana Bokan (SC Potsdam) - Patrycja Balmas - Kamila Kobus (E.Leclerc Moya Radomka Radom) |

| Volleyball Wrocław | Volleyball Wrocław |
| Przychodzą | Odchodzą |
| --- | --- |
| - Andrea Kossanyiová (BKS Bostik Bielsko-Biała) - Izabela Bałucka (E.Leclerc Moya Radomka Radom) - Aleksandra Rasińska (Developres Bella Dolina Rzeszów) - Aleksandra Gromadowska (Energa MKS Kalisz) - Anna Bodasińska (Enea PTPS Piła) - Magdalena Hawryła (Bank Pocztowy Pałac Bydgoszcz) - Anna Kaczmar (Developres Bella Dolina Rzeszów) | - Izabella Rapacz (Developres Bella Dolina Rzeszów) - Kamila Witkowska (ŁKS Commercecon Łódź) - Anna Bączyńska (UNI Opole) - Paula Słonecka (szuka klubu) - Małgorzata Jasek (CSO Voluntari) - Weronika Wołodko (UNI Opole) - Aleksandra Gancarz (UKS Jedynka Tarnów) - Karolina Pancewicz (Stal Mielec) |
| w trakcie sezonu | |
| - Yunieska Robles (AO Lamia 2013) - Nina Kocić (CSM Lugoj) | - Natalia Murek (E.Leclerc Moya Radomka Radom) - Aleksandra Rasińska (Green Warriors Sassuolo) - Agnieszka Adamek (E.Leclerc Moya Radomka Radom) |

| Joker Świecie | Joker Świecie |
| Przychodzą | Odchodzą |
| --- | --- |
| - Andressa Picussa (E.Leclerc Moya Radomka Radom) - Maria Luísa Oliveira (Edremit Belediyesi Altınoluk) - Wangelija Raczkowska (UTE Budapest) - Monika Jagła (Polskie Przetwory Pałac Bydgoszcz) - Julia Twardowska (E.Leclerc Moya Radomka Radom) - Agata Michalewicz (Polskie Przetwory Pałac Bydgoszcz) - Paulina Zaborowska (E.Leclerc Moya Radomka Radom) - Sonia Kubacka (Grupa Azoty Chemik Police) - Judyta Gawlak (Enea PTPS Piła) - Angelika Wystel (Enea PTPS Piła) | - Adrianna Muszyńska (Stal Mielec) - Oliwia Urban (szuka klubu) - Katarzyna Wenerska (Developres Bella Dolina Rzeszów) - Magdalena Jurczyk (Developres Bella Dolina Rzeszów) - Adrianna Kukulska (UKS Jedynka Tarnów) - Wiktoria Kowalska (UKS Jedynka Tarnów) - Pola Nowacka (UKS Jedynka Tarnów) - Martyna Gorzkiewicz (KS Enea Energetyk Poznań) - Katarzyna Urbanowicz (SPS Stal Mielec) |
| w trakcie sezonu | |
| | - Andressa Picussa (szuka klubu) - Sonia Kubacka (Energa MKS Kalisz) |

| UNI Opole | UNI Opole |
| Przychodzą | Odchodzą |
| --- | --- |
| - Regiane Bidias (Polskie Przetwory Pałac Bydgoszcz) - Vivian Pellegrino (UKS Jedynka Tarnów) - Anna Bączyńska (Volleyball Wrocław) - Weronika Wołodko (Volleyball Wrocław) | - Aleksandra Trojan (szuka klubu) - Adrianna Rybak (Częstochowianka Częstochowa) - Daria Wąsik (szuka klubu) - Martyna Kłoda (szuka klubu) |

## Składy drużyn
| Grupa Azoty Chemik Police | Grupa Azoty Chemik Police                                        | Grupa Azoty Chemik Police | Grupa Azoty Chemik Police | Grupa Azoty Chemik Police |
| Nr                        | Imię i nazwisko                                                  | Data ur.                  | Wzrost                    | Pozycja                   |
| ------------------------- | ---------------------------------------------------------------- | ------------------------- | ------------------------- | ------------------------- |
| 1                         | Maria Stenzel                                                    | 25.11.1998                | 168                       | libero                    |
| 2                         | Danielle Barton-Drews (od 10.12.2021)                            | 02.02.1999                | 183                       | przyjmująca               |
| 3                         | Naiane Rios                                                      | 29.11.1994                | 180                       | rozgrywająca              |
| 4                         | Marlena Kowalewska                                               | 09.01.1992                | 176                       | rozgrywająca              |
| 6                         | Jovana Brakočević-Canzian                                        | 05.03.1988                | 196                       | atakująca                 |
| 9                         | Iga Wasilewska                                                   | 25.04.1994                | 183                       | środkowa                  |
| 10                        | Katarzyna Połeć                                                  | 13.02.1989                | 191                       | środkowa                  |
| 11                        | Martyna Łukasik                                                  | 26.11.1999                | 190                       | przyjmująca/atakująca     |
| 12                        | Aleksandra Lipska                                                | 25.02.1998                | 186                       | przyjmująca/atakująca     |
| 15                        | Martyna Czyrniańska                                              | 13.10.2003                | 191                       | przyjmująca               |
| 16                        | Aleksandra Żurawska                                              | 06.06.1998                | 169                       | libero                    |
| 19                        | Bojana Milenković                                                | 06.03.1997                | 185                       | przyjmująca               |
| 21                        | Marta Pol (Ziółkowska)                                           | 02.11.1995                | 188                       | środkowa                  |
| Odeszły w trakcie sezonu  |                                                                  |                           |                           |                           |
| 2                         | Danielle Barton-Drews (do 27.02.2022)                            | 02.02.1999                | 183                       | przyjmująca               |
|                           | Jacek Nawrocki (do 28.02.2022) Marek Mierzwiński (od 28.02.2022) | Trener                    | Trener                    | Trener                    |
|                           | Radosław Wodziński                                               | Asystent trenera          | Asystent trenera          | Asystent trenera          |

| Developres Bella Dolina Rzeszów | Developres Bella Dolina Rzeszów | Developres Bella Dolina Rzeszów | Developres Bella Dolina Rzeszów | Developres Bella Dolina Rzeszów |
| Nr                              | Imię i nazwisko                 | Data ur.                        | Wzrost                          | Pozycja                         |
| ------------------------------- | ------------------------------- | ------------------------------- | ------------------------------- | ------------------------------- |
| 2                               | Gabriela Polańska               | 27.11.1988                      | 200                             | środkowa                        |
| 3                               | Bruna Honório                   | 03.07.1989                      | 181                             | atakująca                       |
| 5                               | Marta Krajewska                 | 20.05.1995                      | 176                             | rozgrywająca                    |
| 6                               | Katarzyna Bagrowska             | 05.09.2000                      | 178                             | przyjmująca                     |
| 7                               | Jelena Blagojević               | 01.12.1988                      | 181                             | przyjmująca                     |
| 8                               | Anna Stencel                    | 28.08.1995                      | 187                             | środkowa                        |
| 10                              | Katarzyna Wenerska              | 09.03.1993                      | 180                             | rozgrywająca                    |
| 12                              | Aleksandra Szczygłowska         | 22.03.1998                      | 172                             | libero                          |
| 14                              | Dominika Witowska               | 01.02.1995                      | 183                             | środkowa                        |
| 15                              | Kara Bajema                     | 24.03.1998                      | 188                             | przyjmująca                     |
| 16                              | Izabella Rapacz                 | 25.09.1995                      | 188                             | atakująca                       |
| 20                              | Daria Przybyła                  | 30.05.1991                      | 172                             | libero                          |
| 27                              | Ann Kalandadze                  | 10.12.1998                      | 185                             | przyjmująca                     |
| 95                              | Magdalena Jurczyk               | 25.10.1995                      | 185                             | środkowa                        |
| 98                              | Julia Bińczycka                 | 04.01.2002                      | 172                             | rozgrywająca                    |
|                                 | Stéphane Antiga                 | Trener                          | Trener                          | Trener                          |
|                                 | Bartłomiej Dąbrowski            | Asystent trenera                | Asystent trenera                | Asystent trenera                |

| ŁKS Commercecon Łódź     | ŁKS Commercecon Łódź                                      | ŁKS Commercecon Łódź | ŁKS Commercecon Łódź | ŁKS Commercecon Łódź  |
| Nr                       | Imię i nazwisko                                           | Data ur.             | Wzrost               | Pozycja               |
| ------------------------ | --------------------------------------------------------- | -------------------- | -------------------- | --------------------- |
| 2                        | Martyna Grajber                                           | 28.03.1995           | 180                  | przyjmująca           |
| 3                        | Paulina Maj-Erwardt                                       | 22.03.1987           | 166                  | libero                |
| 4                        | Joanna Pacak                                              | 09.06.1996           | 187                  | środkowa              |
| 5                        | Pietra Jukoski                                            | 04.05.1998           | 185                  | przyjmująca           |
| 6                        | Kamila Witkowska                                          | 02.12.1991           | 191                  | środkowa              |
| 7                        | Valentina Diouf (od 27.01.2022)                           | 10.01.1993           | 201                  | atakująca             |
| 8                        | Weronika Sobiczewska                                      | 06.05.1999           | 184                  | atakująca             |
| 12                       | Roberta Ratzke                                            | 28.04.1990           | 185                  | rozgrywająca          |
| 13                       | Krystyna Strasz                                           | 24.07.1987           | 166                  | libero                |
| 14                       | Angelika Gajer                                            | 06.10.1998           | 172                  | rozgrywająca          |
| 15                       | Klaudia Alagierska                                        | 02.01.1996           | 190                  | środkowa              |
| 18                       | Julita Piasecka                                           | 25.09.2002           | 188                  | przyjmująca           |
| 21                       | Veronica Jones-Perry                                      | 20.01.1997           | 183                  | przyjmująca/atakująca |
| 25                       | Zuzanna Pieniak                                           | 14.02.2004           | 188                  | środkowa              |
| Odeszły w trakcie sezonu |                                                           |                      |                      |                       |
| 11                       | Ivna Franco Marra (do 21.01.2022)                         | 25.01.1990           | 185                  | atakująca             |
|                          | Michal Mašek (do 31.01.2022) Michał Cichy (od 31.01.2022) | Trener               | Trener               | Trener                |
|                          | Bartłomiej Bartodziejski                                  | Asystent trenera     | Asystent trenera     | Asystent trenera      |

| E.Leclerc Moya Radomka Radom | E.Leclerc Moya Radomka Radom     | E.Leclerc Moya Radomka Radom | E.Leclerc Moya Radomka Radom | E.Leclerc Moya Radomka Radom |
| Nr                           | Imię i nazwisko                  | Data ur.                     | Wzrost                       | Pozycja                      |
| ---------------------------- | -------------------------------- | ---------------------------- | ---------------------------- | ---------------------------- |
| 1                            | Natalia Murek (od 20.12.2021)    | 08.09.1999                   | 180                          | przyjmująca                  |
| 4                            | Aleksandra Szczepańska (Pasznik) | 26.02.1990                   | 183                          | rozgrywająca                 |
| 5                            | Agata Witkowska                  | 19.08.1989                   | 170                          | libero                       |
| 6                            | Aleksandra Wójcik                | 03.01.1994                   | 185                          | przyjmująca                  |
| 8                            | Katarzyna Zaroślińska-Król       | 03.02.1987                   | 187                          | atakująca                    |
| 9                            | Freya Aelbrecht                  | 10.02.1990                   | 189                          | środkowa                     |
| 10                           | Zuzanna Efimienko-Młotkowska     | 08.08.1989                   | 196                          | środkowa                     |
| 11                           | Kamila Kobus (od 01.02.2022)     | 29.06.1999                   | 186                          | środkowa                     |
| 12                           | Alexandra Lazic                  | 24.09.1994                   | 186                          | przyjmująca                  |
| 13                           | Renata Biała                     | 22.06.1992                   | 177                          | przyjmująca                  |
| 15                           | Kornelia Moskwa                  | 30.10.1996                   | 186                          | środkowa                     |
| 16                           | Agnieszka Adamek (od 05.01.2022) | 04.01.1996                   | 166                          | libero                       |
| 18                           | Katarzyna Skorupa                | 16.09.1984                   | 183                          | rozgrywająca                 |
| Odeszły w trakcie sezonu     |                                  |                              |                              |                              |
| 11                           | Kaisa Alanko (do 30.11.2021)     | 03.01.1993                   | 175                          | rozgrywająca                 |
| 16                           | Srna Marković (do 04.12.2021)    | 06.06.1996                   | 183                          | przyjmująca                  |
|                              | Riccardo Marchesi                | Trener                       | Trener                       | Trener                       |
|                              | Daniele Panigalli                | Asystent trenera             | Asystent trenera             | Asystent trenera             |

| Grot Budowlani Łódź | Grot Budowlani Łódź                                          | Grot Budowlani Łódź | Grot Budowlani Łódź | Grot Budowlani Łódź |
| Nr                  | Imię i nazwisko                                              | Data ur.            | Wzrost              | Pozycja             |
| ------------------- | ------------------------------------------------------------ | ------------------- | ------------------- | ------------------- |
| 2                   | Justyna Kędziora                                             | 29.09.2000          | 176                 | przyjmująca/libero  |
| 5                   | Małgorzata Lisiak                                            | 11.07.1996          | 187                 | środkowa            |
| 6                   | Anna Lewandowska                                             | 02.12.1995          | 187                 | środkowa            |
| 7                   | Martyna Łazowska                                             | 10.04.2002          | 180                 | rozgrywająca        |
| 8                   | Zuzanna Górecka                                              | 10.04.2000          | 181                 | przyjmująca         |
| 9                   | Weronika Centka                                              | 06.09.2000          | 191                 | środkowa            |
| 10                  | Ana Cleger                                                   | 27.11.1989          | 183                 | atakująca           |
| 14                  | Monika Fedusio                                               | 06.11.1999          | 183                 | przyjmująca         |
| 16                  | Daria Skomorowska                                            | 04.10.2002          | 170                 | libero              |
| 18                  | Justyna Łysiak                                               | 20.01.1999          | 173                 | libero              |
| 23                  | Maja Pelczarska                                              | 13.07.1995          | 178                 | rozgrywająca        |
| 24                  | Paulina Damaske                                              | 01.06.2001          | 178                 | przyjmująca         |
| 91                  | Julia Szczurowska                                            | 29.07.2001          | 188                 | atakująca           |
|                     | Jakub Głuszak (do 17.02.2022) Maciej Biernat (od 17.02.2022) | Trener              | Trener              | Trener              |
|                     | Krystian Pachliński                                          | Asystent trenera    | Asystent trenera    | Asystent trenera    |

| BKS Bostik Bielsko-Biała | BKS Bostik Bielsko-Biała | BKS Bostik Bielsko-Biała | BKS Bostik Bielsko-Biała | BKS Bostik Bielsko-Biała |
| Nr                       | Imię i nazwisko          | Data ur.                 | Wzrost                   | Pozycja                  |
| ------------------------ | ------------------------ | ------------------------ | ------------------------ | ------------------------ |
| 1                        | Aleksandra Kazała        | 12.07.1996               | 180                      | przyjmująca              |
| 3                        | Ewelina Polak            | 17.04.1993               | 176                      | rozgrywająca             |
| 5                        | Martyna Borowczak        | 30.08.2002               | 177                      | przyjmująca              |
| 6                        | Julia Mazur              | 17.04.2001               | 169                      | libero                   |
| 8                        | Magdalena Janiuk         | 16.04.1992               | 182                      | środkowa                 |
| 10                       | Karina Chmielewska       | 25.04.1997               | 173                      | rozgrywająca             |
| 11                       | Dominika Pierzchała      | 11.03.2003               | 190                      | środkowa                 |
| 13                       | Martyna Świrad           | 05.01.1998               | 182                      | środkowa                 |
| 16                       | Kinga Drabek             | 10.05.1998               | 169                      | libero                   |
| 17                       | Koleta Łyszkiewicz       | 22.01.1993               | 193                      | przyjmująca/atakująca    |
| 18                       | Gabriela Orvošová        | 28.01.2001               | 195                      | atakująca                |
| 19                       | Alina Bartkowska         | 15.11.1999               | 187                      | atakująca                |
| 22                       | Weronika Szlagowska      | 29.11.2001               | 189                      | przyjmująca              |
|                          | Bartłomiej Piekarczyk    | Trener                   | Trener                   | Trener                   |
|                          | Bartosz Sufa             | Asystent trenera         | Asystent trenera         | Asystent trenera         |

| Energa MKS Kalisz        | Energa MKS Kalisz                                          | Energa MKS Kalisz | Energa MKS Kalisz | Energa MKS Kalisz |
| Nr                       | Imię i nazwisko                                            | Data ur.          | Wzrost            | Pozycja           |
| ------------------------ | ---------------------------------------------------------- | ----------------- | ----------------- | ----------------- |
| 2                        | Ewa Kwiatkowska                                            | 12.04.1986        | 182               | środkowa          |
| 3                        | Karolina Drużkowska                                        | 03.06.2002        | 194               | przyjmująca       |
| 8                        | Ewelina Żurowska                                           | 10.08.1992        | 175               | przyjmująca       |
| 9                        | Oriana Miechowicz                                          | 19.07.1994        | 183               | atakująca         |
| 11                       | Justyna Łukasik                                            | 27.01.1993        | 187               | środkowa          |
| 13                       | Emilia Mucha                                               | 07.12.1993        | 186               | przyjmująca       |
| 14                       | Aleksandra Cygan                                           | 09.04.1997        | 186               | środkowa          |
| 15                       | Kinga Wysokińska                                           | 25.12.1997        | 172               | libero            |
| 16                       | Oliwia Bałuk                                               | 17.05.2000        | 176               | libero            |
| 18                       | Aleksandra Dudek                                           | 18.01.1997        | 187               | przyjmująca       |
| 21                       | Sonia Kubacka (od 01.01.2022)                              | 27.02.1996        | 181               | środkowa          |
| 22                       | Sylwia Kucharska                                           | 08.11.1995        | 178               | rozgrywająca      |
| 23                       | Natalia Gajewska                                           | 24.05.1994        | 175               | rozgrywająca      |
| Odeszły w trakcie sezonu |                                                            |                   |                   |                   |
| 12                       | Monika Gałkowska (do 03.02.2022)                           | 06.04.1996        | 188               | atakująca         |
|                          | Jacek Pasiński (do 15.11.2021) Adam Czekaj (od 24.11.2021) | Trener            | Trener            | Trener            |
|                          | Marcin Widera                                              | Asystent trenera  | Asystent trenera  | Asystent trenera  |

| IŁ Capital Legionovia Legionowo | IŁ Capital Legionovia Legionowo | IŁ Capital Legionovia Legionowo | IŁ Capital Legionovia Legionowo | IŁ Capital Legionovia Legionowo |
| Nr                              | Imię i nazwisko                 | Data ur.                        | Wzrost                          | Pozycja                         |
| ------------------------------- | ------------------------------- | ------------------------------- | ------------------------------- | ------------------------------- |
| 1                               | Maja Tokarska                   | 22.02.1991                      | 193                             | środkowa                        |
| 3                               | Olivia Różański                 | 05.06.1997                      | 184                             | przyjmująca                     |
| 6                               | Magdalena Damaske               | 19.02.1996                      | 186                             | przyjmująca                     |
| 7                               | Daria Szczyrba                  | 02.12.1998                      | 180                             | przyjmująca                     |
| 10                              | Yaprak Erkek                    | 02.09.2001                      | 182                             | przyjmująca                     |
| 11                              | Izabela Lemańczyk               | 11.12.1990                      | 169                             | libero                          |
| 12                              | Diana Dąbrowska                 | 12.08.2001                      | 184                             | rozgrywająca                    |
| 14                              | Maja Szymańska                  | 15.04.2002                      | 186                             | atakująca                       |
| 16                              | Klaudia Kulig                   | 01.05.1997                      | 173                             | libero                          |
| 17                              | Gyselle Silva                   | 29.10.1991                      | 184                             | atakująca                       |
| 18                              | Aleksandra Gryka                | 06.02.2000                      | 190                             | środkowa                        |
| 20                              | Sonia Stefanik                  | 08.10.2002                      | 190                             | środkowa                        |
| 21                              | Alicja Grabka                   | 09.05.1998                      | 178                             | rozgrywająca                    |
| Odeszły w trakcie sezonu        |                                 |                                 |                                 |                                 |
| 4                               | Lauren Barfield (do 09.11.2021) | 15.03.1990                      | 196                             | środkowa                        |
|                                 | Alessandro Chiappini            | Trener                          | Trener                          | Trener                          |
|                                 | Adrian Chyliński                | Asystent trenera                | Asystent trenera                | Asystent trenera                |

| Polskie Przetwory Pałac Bydgoszcz | Polskie Przetwory Pałac Bydgoszcz                                                               | Polskie Przetwory Pałac Bydgoszcz | Polskie Przetwory Pałac Bydgoszcz | Polskie Przetwory Pałac Bydgoszcz |
| Nr                                | Imię i nazwisko                                                                                 | Data ur.                          | Wzrost                            | Pozycja                           |
| --------------------------------- | ----------------------------------------------------------------------------------------------- | --------------------------------- | --------------------------------- | --------------------------------- |
| 6                                 | Aleksandra Justka                                                                               | 13.05.2002                        | 168                               | libero                            |
| 7                                 | Magdalena Mazurek                                                                               | 12.09.1983                        | 182                               | rozgrywająca                      |
| 8                                 | Magdalena Saad                                                                                  | 14.05.1985                        | 168                               | libero                            |
| 9                                 | Zuzanna Szperlak                                                                                | 20.07.2000                        | 177                               | przyjmująca                       |
| 10                                | Mariana Alves Cassemiro                                                                         | 27.03.1987                        | 184                               | przyjmująca                       |
| 11                                | Paulina Majkowska                                                                               | 06.02.1995                        | 185                               | środkowa                          |
| 12                                | Ani Bozdewa (od 03.01.2022)                                                                     | 30.01.1999                        | 186                               | przyjmująca                       |
| 13                                | Kinga Różyńska                                                                                  | 12.07.1998                        | 189                               | środkowa                          |
| 15                                | Majka Szczepańska-Pogoda (od 01.10.2021)                                                        | 24.04.1995                        | 181                               | atakująca                         |
| 17                                | Paulina Bałdyga                                                                                 | 24.07.1996                        | 174                               | rozgrywająca                      |
| 18                                | Letícia Hage                                                                                    | 09.09.1990                        | 189                               | środkowa                          |
| Odeszły w trakcie sezonu          |                                                                                                 |                                   |                                   |                                   |
| 1                                 | Patrycja Balmas (do 14.01.2022)                                                                 | 23.02.1991                        | 183                               | przyjmująca/atakująca             |
| 3                                 | Tatjana Bokan (do 11.01.2022)                                                                   | 09.04.1988                        | 185                               | przyjmująca                       |
| 4                                 | Kamila Kobus (do 01.02.2022)                                                                    | 29.06.1999                        | 186                               | środkowa                          |
|                                   | Piotr Matela (do 16.11.2021) Alessandro Lodi (od 19.11.2021) Mirosław Zawieracz (od 16.02.2022) | Trener                            | Trener                            | Trener                            |
|                                   | Jakub Tęcza                                                                                     | Asystent trenera                  | Asystent trenera                  | Asystent trenera                  |

| Volleyball Wrocław       | Volleyball Wrocław                                                                                              | Volleyball Wrocław | Volleyball Wrocław | Volleyball Wrocław |
| Nr                       | Imię i nazwisko                                                                                                 | Data ur.           | Wzrost             | Pozycja            |
| ------------------------ | --- | ------------------ | ------------------ | ------------------ |
| 1                        | Marta Wellna | 07.04.1988         | 178                | przyjmująca        |
| 3                        | Aleksandra Gromadowska                                                                                          | 03.02.1996         | 188                | przyjmująca        |
| 5                        | Magdalena Hawryła                                                                                               | 01.01.1989         | 190                | środkowa           |
| 7                        | Andrea Kossanyiová                                                                                              | 06.08.1993         | 185                | przyjmująca        |
| 8                        | Izabela Bałucka                                                                                                 | 15.02.1993         | 185                | środkowa           |
| 11                       | Adrianna Szady                                                                                                  | 18.11.1991         | 178                | rozgrywająca       |
| 12                       | Julia Pańko | 13.08.2003         | 182                | przyjmująca        |
| 13                       | Joanna Chorążą                                                                                                  | 21.03.2004         | 173                | przyjmująca        |
| 15                       | Nina Kocić (od 19.11.2021)                                                                                      | 11.06.1993         | 183                | atakująca          |
| 17                       | Anna Bodasińska                                                                                                 | 15.06.1998         | 172                | libero             |
| 19                       | Anna Kaczmar | 26.09.1985         | 180                | rozgrywająca       |
| 20                       | Yunieska Robles (od 31.12.2021)                                                                                 | 21.03.1993         | 185                | przyjmująca        |
| 22                       | Karolina Fedorek                                                                                                | 14.04.1994         | 184                | środkowa           |
| 23                       | Julia Stancelewska                                                                                              | 01.01.2002         | 188                | środkowa           |
| 24                       | Julia Kleszcz                                                                                                   | 14.03.2004         | 180                | przyjmująca        |
| Odeszły w trakcie sezonu | |                    |                    |                    |
| 6                        | Aleksandra Rasińska (do 15.11.2021)                                                                             | 06.11.1998         | 190                | atakująca          |
| 9                        | Natalia Murek (do 12.12.2021)                                                                                   | 08.09.1999         | 180                | przyjmująca        |
| 10                       | Agnieszka Adamek (do 03.01.2022)                                                                                | 04.01.1996         | 166                | libero             |
|                          | Dawid Murek (do 27.10.2021) Mateusz Żarczyński (od 27.10.2021) Michal Mašek (od 12.02.2022)                     | Trener             | Trener             | Trener             |
|                          | Mateusz Żarczyński (do 27.10.2021) Dawid Murek (od 27.10.2021 do 10.12.2021) Mateusz Żarczyński (od 12.02.2022) | Asystent trenera   | Asystent trenera   | Asystent trenera   |

| Joker Świecie            | Joker Świecie                                                  | Joker Świecie    | Joker Świecie    | Joker Świecie         |
| Nr                       | Imię i nazwisko                                                | Data ur.         | Wzrost           | Pozycja               |
| ------------------------ | -------------------------------------------------------------- | ---------------- | ---------------- | --------------------- |
| 1                        | Judyta Gawlak                                                  | 06.11.1990       | 185              | środkowa              |
| 2                        | Angelika Wystel                                                | 29.08.1995       | 183              | przyjmująca           |
| 3                        | Amelia Senica                                                  | 31.12.2004       | 181              | przyjmująca           |
| 4                        | Monika Jagła                                                   | 04.01.2000       | 175              | libero                |
| 5                        | Agata Michalewicz                                              | 28.04.1998       | 181              | rozgrywająca          |
| 6                        | Wangelija Raczkowska                                           | 19.07.1997       | 185              | przyjmująca           |
| 7                        | Natalia Skrzypkowska                                           | 23.02.1989       | 180              | przyjmująca           |
| 8                        | Agata Nowak                                                    | 08.07.1995       | 173              | libero                |
| 9                        | Joanna Sikorska                                                | 25.12.1990       | 180              | atakująca             |
| 12                       | Maria Luísa Oliveira                                           | 12.12.1992       | 182              | przyjmująca/atakująca |
| 14                       | Paulina Zaborowska                                             | 07.06.2000       | 179              | rozgrywająca          |
| 16                       | Julia Twardowska                                               | 04.05.1995       | 188              | przyjmująca           |
| Odeszły w trakcie sezonu |                                                                |                  |                  |                       |
| 10                       | Andressa Picussa (do 06.12.2021)                               | 22.07.1989       | 192              | środkowa              |
| 11                       | Sonia Kubacka (do 31.12.2021)                                  | 27.02.1996       | 181              | środkowa              |
|                          | Bülent Karslıoğlu (do 21.11.2021) Piotr Matela (od 25.11.2021) | Trener           | Trener           | Trener                |
|                          | Miłosz Szwaba                                                  | Asystent trenera | Asystent trenera | Asystent trenera      |

| UNI Opole | UNI Opole                                  | UNI Opole        | UNI Opole        | UNI Opole        |
| Nr        | Imię i nazwisko                            | Data ur.         | Wzrost           | Pozycja          |
| --------- | ------------------------------------------ | ---------------- | ---------------- | ---------------- |
| 2         | Marta Orzyłowska                           | 08.01.1998       | 191              | środkowa         |
| 3         | Kinga Stronias                             | 22.04.1997       | 185              | przyjmująca      |
| 5         | Regiane Bidias                             | 02.10.1986       | 190              | przyjmująca      |
| 7         | Vivian Pellegrino                          | 31.05.1985       | 180              | środkowa         |
| 9         | Gabriela Borawska                          | 07.12.1992       | 180              | przyjmująca      |
| 10        | Marta Pamuła (Ciesiulewicz)                | 06.03.1995       | 183              | przyjmująca      |
| 11        | Aleksandra Muszyńska                       | 22.03.1998       | 189              | środkowa         |
| 13        | Adriana Adamek                             | 23.09.1998       | 178              | libero           |
| 14        | Weronika Wołodko                           | 09.10.1998       | 178              | rozgrywająca     |
| 17        | Gabriela Makarowska                        | 23.01.2000       | 177              | rozgrywająca     |
| 18        | Oliwia Sieradzka                           | 22.12.1997       | 185              | atakująca        |
| 20        | Anna Bączyńska                             | 31.12.1995       | 187              | przyjmująca      |
|           | Nicola Vettori                             | Trener           | Trener           | Trener           |
|           | Akis Efstathopoulos i Mateusz Zarankiewicz | Asystent trenera | Asystent trenera | Asystent trenera |